# ロサンゼルス

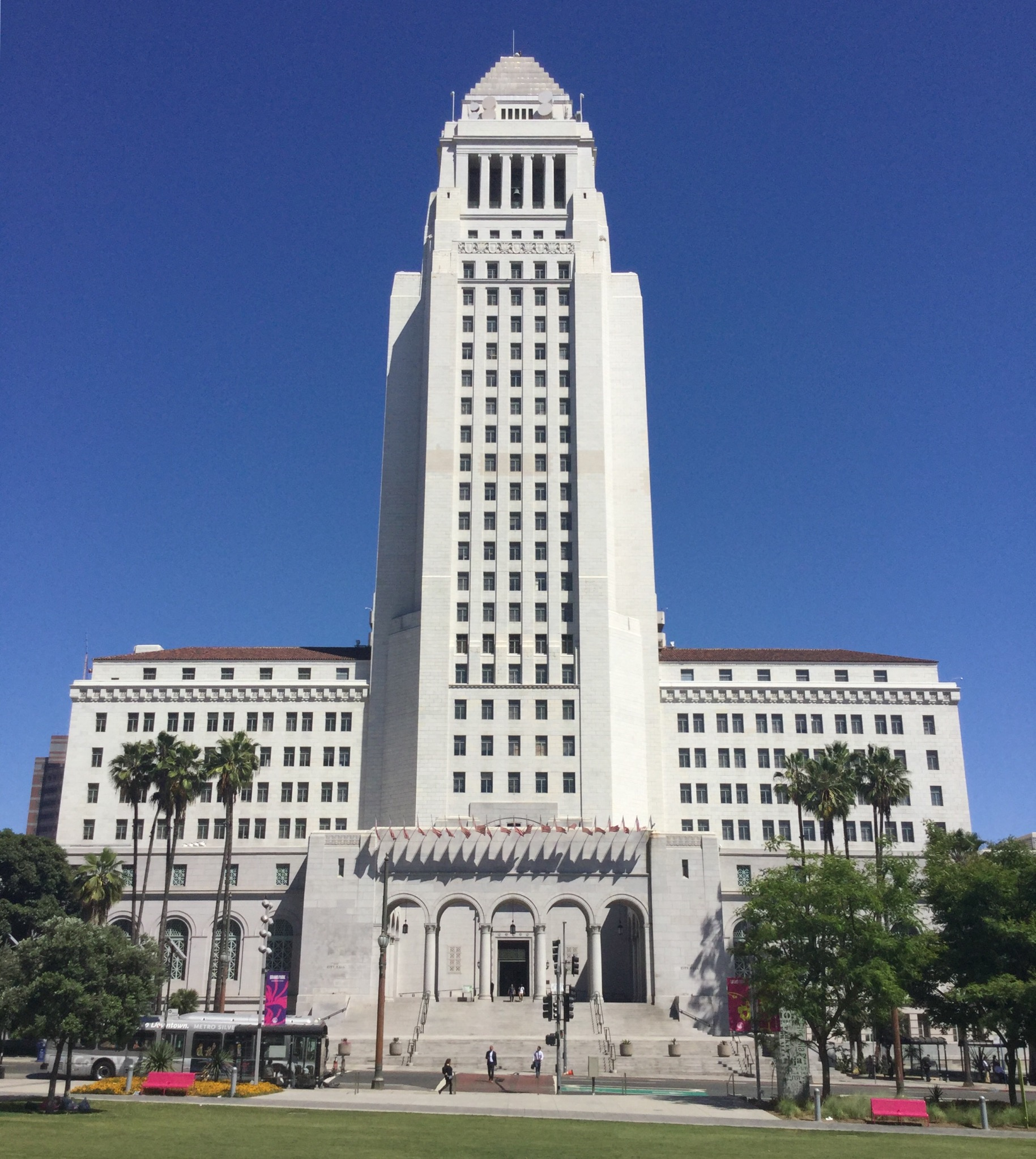
ロサンゼルス市庁舎

ロサンゼルス（英語: Los Angeles アメリカ: [lɔːs ˈændʒələs] ( 音声ファイル) lawss AN-jəl-əs; スペイン語: Los Ángeles [los ˈaŋxeles]）は、アメリカ合衆国カリフォルニア州の都市。同州最多の人口を誇る北米屈指の世界都市。アメリカ国内ではニューヨークに次いで人口が多い。 略称は、L.A.（英語: [ɛlˈeɪ]）。
アメリカのシンクタンクが2017年に発表した総合的な世界都市ランキングにおいて、世界8位の都市と評価された。アメリカの都市では、ニューヨークに次ぐ2位である。2014年の都市の経済規模 (GDP) では東京、ニューヨークに次いで世界第3位である。米国で最も忙しいコンテナ港はロサンゼルス港であり、二位は同じく市内のロングビーチ港である。二つの港と合わせると世界で9番目に取扱貨物量が多いコンテナ港に位置づけられる（2022年）。

## 概要
市としてのロサンゼルスはロサンゼルス郡内にある。同郡にはほかにビバリーヒルズ、サンタモニカ、ロングビーチなどが含まれる。郡の面積は12,310 km2で、人口は約961万人。映画産業で有名なハリウッドや、バレー（サン・フェルナンド・バレー）の多くの部分は、ロサンゼルス市内の地区になる。
ロサンゼルスに滞在する日本人（永住者と3ヶ月以上の長期滞在者で、日本国総領事館に届け出をしている者）は、2003年10月1日時点で29,809人と、トップのニューヨーク（49,748人）に次いで2番目に多い。なお、2011年10月1日時点では、ロサンゼルス郡とオレンジ郡の合計で70,629人の在留日本人がいる。この他にも届け出をしていない滞在者も数多くいると想定される。
ちなみに、アメリカ合衆国統計局の地域分担における「Los Angeles Region」には、上記5郡を含むカリフォルニア州南部の19郡およびハワイ州も含まれており、さらに2013年1月1日付で、カリフォルニア州北部、ネバダ州、オレゴン州、ワシントン州、アイダホ州、アラスカ州も含まれることになった。

### 名称
「Los Angeles」の発音は、[lɔːs ˈændʒələs]（ローサンジャラス）または [lɔːs ˈændʒəliːz]（ローサンジャリーズ）のように発音する。日本語では、外務省など政府機関においては「ロサンゼルス」としているが、「ロサンジェルス」「ロスアンゼルス」「ロスアンジェルス」などとも表現されている。
日本語では略して「ロス」と言うことがあるが、英語圏では通じない。英語圏での略称は「LA（エルエイ）」となる。
「Los Angeles」という都市名は、スペイン語で [los ˈaŋxeles] （ロサンヘレス）と発音し、「天使たち」を意味する（英語: the angelsに相当）。1781年にこの土地に入植した人々が町の名を「我らが貴婦人、ポルツィウンコラの天使たちの女王の町」を意味する El Pueblo de Nuestra Señora la Reina de los Ángeles de Porciúncula(エル・プエブロ・デ・ヌエストラ・セニョーラ・ラ・レイナ・デ・ロス・アンヘレス・デ・ポルツィウンコラ)と名づけ、それが縮まったものである。「天使たちの女王」とは聖母マリアを意味する。ポルツィウンコラはイタリアのアッシジにあるフランシスコ会の聖地。
19世紀には、中国語では音訳して「羅省枝利」と表記していた。これを受けて、1894年にロサンゼルス在住の船橋義七という漢詩の得意な日本人が「羅府（らふ）」と省略して日本人社会で使用することを提唱した。1903年創刊の邦字新聞『羅府新報』は、全米最大の日本語新聞である。

## 地理

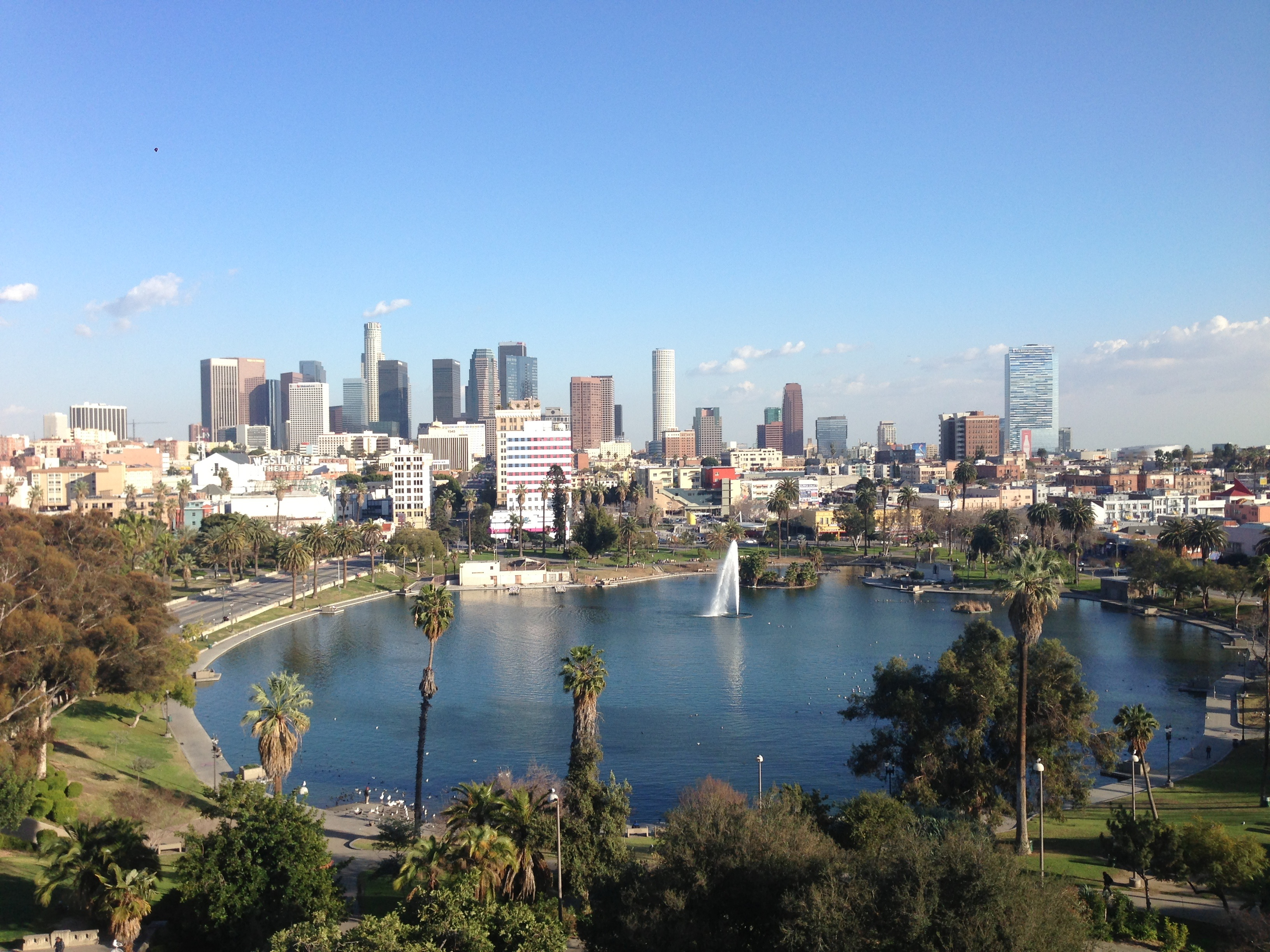
マッカーサーパークから見たダウンタウン。

### 地勢
ロサンゼルスはカリフォルニア州の南部に位置し、西は太平洋に面する。広大な平地が広がるが、大きな河川は流れておらず、コロラド川などから水路を引っ張っている。市の北東にモハーベ砂漠、北西にコースト山脈、東にシエラネバダ山脈がそれぞれ広がる。
アメリカ合衆国統計局によると、この都市は総面積1,290.6km2 (498.3mi2) である。このうち1,214.9km2 (469.1mi2) が陸地で75.7km2 (29.2mi2) が水地域である。総面積の5.86%が水地域となっている。

### 気候
ケッペンの気候区分ではダウンタウンや沿岸部は地中海性気候 (Csa)、内陸部は砂漠気候 (BWh) に属する。年間降水量は300mm程度と少ない。特に夏の降雨が少なく、統計年によっては7月、8月の降水量が0mmであったこともある。1年を通して温暖だが、冬は雨も多く朝晩は10℃前後まで下がる。夏の日中は40℃近くまで上がることもあるが、乾燥しているため夕方を過ぎると涼しくなり、夜は15℃近くまで下がって肌寒くなることもある。
| ロサンゼルス市の気候   | ロサンゼルス市の気候 | ロサンゼルス市の気候 | ロサンゼルス市の気候 | ロサンゼルス市の気候 | ロサンゼルス市の気候 | ロサンゼルス市の気候 | ロサンゼルス市の気候 | ロサンゼルス市の気候 | ロサンゼルス市の気候 | ロサンゼルス市の気候 | ロサンゼルス市の気候 | ロサンゼルス市の気候 | ロサンゼルス市の気候 |
| 月                     | 1月                  | 2月                  | 3月                  | 4月                  | 5月                  | 6月                  | 7月                  | 8月                  | 9月                  | 10月                 | 11月                 | 12月                 | 年                   |
| ---------------------- | -------------------- | -------------------- | -------------------- | -------------------- | -------------------- | -------------------- | -------------------- | -------------------- | -------------------- | -------------------- | -------------------- | -------------------- | -------------------- |
| 最高気温記録 °C （°F） | 35 (95)              | 35 (95)              | 37 (99)              | 41 (106)             | 39 (102)             | 44 (111)             | 42 (108)             | 41 (106)             | 43 (109)             | 42 (108)             | 38 (100)             | 33 (91)              | 44 (111)             |
| 平均最高気温 °C （°F） | 18.7 (65.7)          | 18.8 (65.8)          | 18.6 (65.5)          | 19.7 (67.5)          | 20.6 (69.1)          | 22.2 (72.0)          | 24.1 (75.4)          | 24.8 (76.6)          | 24.8 (76.6)          | 23.6 (74.5)          | 21.3 (70.3)          | 18.8 (65.8)          | 21.3 (70.4)          |
| 平均最低気温 °C （°F） | 8.8 (47.8)           | 9.6 (49.3)           | 10.3 (50.5)          | 11.6 (52.9)          | 13.5 (56.3)          | 15.3 (59.5)          | 17.1 (62.8)          | 17.9 (64.2)          | 17.3 (63.1)          | 15.1 (59.2)          | 11.6 (52.9)          | 8.8 (47.8)           | 13.1 (55.5)          |
| 最低気温記録 °C （°F） | −4 (25)              | 0 (32)               | 0 (32)               | 3 (37)               | 0 (32)               | 8 (46)               | 10 (50)              | 9 (48)               | 8 (46)               | 3 (37)               | 1 (34)               | −1 (30)              | −4 (25)              |
| 降水量 mm （inch）     | 86.5 (3.406)         | 100.2 (3.945)        | 67 (2.64)            | 22.7 (0.894)         | 7.5 (0.295)          | 2.4 (0.094)          | 0.6 (0.024)          | 1.8 (0.071)          | 7.5 (0.295)          | 14.5 (0.571)         | 26.2 (1.031)         | 49.7 (1.957)         | 386.6 (15.223)       |
| 出典：                 |                      |                      |                      |                      |                      |                      |                      |                      |                      |                      |                      |                      |                      |

### 都市圏
ロサンゼルスを中心とする広域都市圏は、グレーター・ロサンゼルス・エリアあるいはグレーター・ロサンゼルス、またはサウスランド（英: Southland）などと呼ばれるが、単にロサンゼルスと呼ばれることもある。広域都市圏の範囲は、ロサンゼルス郡とオレンジ郡（ディズニーランドで有名なアナハイムがある。人口約306万人）を合わせた2郡のみとする場合と、さらに周辺のリバーサイド郡、サンバーナーディーノ郡、ベンチュラ郡を合わせた計5郡を指す場合とがある。2郡の面積は12,562km²で、人口は約1292万人であり、5郡の面積は87,941km²で、人口は約1763万人である。ロサンゼルス郡とオレンジ郡のロサンゼルス都市圏は、日本の京阪神大都市圏（面積11,169km²、人口1864万人（2000年国勢調査））と同程度で、映画産業を初めとして世界への情報発信力が強い。ちなみに、2010年の近郊を含む都市的地域の人口は1,477万人であり、世界第14位、北米ではニューヨークに次ぐ第2位である。
衛星都市は30以上を有し、ロサンゼルス都市圏は北はパームデール、西はヴェンチューラ、東はサンバーナーディーノ、南はサンディエゴ都市圏との境界であるエスコンディードあたりに至る。有名な都市にアナハイム、リバーサイド、ロングビーチ、サンタアナなどがあり、これらはいずれも人口30万人を超える。なお、カリフォルニア州にはサンフランシスコも大都市圏（700万人）を形成しているが、サンフランシスコとは約500km離れているため（東京-大阪間程）、基本的に商圏における競合は起こりえない。

### 人口
人口動態
| 人種構成                     | 2010  | 1990  | 1970  | 1940  |
| ---------------------------- | ----- | ----- | ----- | ----- |
| 白人                         | 49.8% | 52.8% | 77.2% | 93.5% |
| —非ヒスパニック              | 28.7% | 37.3% | 61.1% | 86.3% |
| 黒人                         | 9.6%  | 14.0% | 17.9% | 4.2%  |
| ヒスパニック（肌の色問わず） | 48.5% | 39.9% | 17.1% | 7.1%  |
| アジアン                     | 11.3% | 9.8%  | 3.6%  | 2.2%  |

2000年現在の国勢調査で、この都市は人口3,694,820人、1,275,412世帯および798,407家族が暮らしている。人口密度は3,041.3/km2 (7,876.8/mi2) である。1,101.1/km2 (2,851.8/mi2) の平均的な密度に1,337,706軒の住宅が建っている。この都市の人種的な構成は白人46.93%、黒人11.24%、インディアン0.80%、アジア9.99%、太平洋諸島系0.16%、その他の人種25.70%および混血5.18%である。このうち白人の人口の46.53%はヒスパニックまたはラテン系であり、29.75%はヒスパニックまたはラテン系でない白人となっている。
この都市内の住民は26.6%が18歳未満の未成年、18歳以上24歳以下が11.1%、25歳以上44歳以下が34.1%、45歳以上64歳以下が18.6%および65歳以上が9.7%にわたっている。中央値年齢は32歳である。女性100人ごとに対して男性は99.4人である。18歳以上の女性100人ごとに対して男性は97.5人である。
この都市の世帯ごとの平均的な収入は36,687米ドルであり、家族ごとの平均的な収入は39,942米ドルである。男性は31,880米ドルに対して女性は30,197米ドルの平均的な収入がある。この都市の一人当たりの収入 (per capita income) は20,671米ドルである。人口の22.1%および家族の18.3%は貧困線以下である。全人口のうち18歳未満の30.3%および65歳以上の12.6%は貧困線以下の生活を送っている。
また、ホームレスの数は全米最大の規模であり、2007年10月11日に発表された調査によると、ロサンゼルス市内に40,000人以上、ロサンゼルス全域では73,000人のホームレスが居住している。そのうち10,000人が未成年、24,505人が精神疾患、8,453人が退役軍人、約7,200人が家庭内暴力の被害者である。2019年現在もスキッド・ロウなどを中心に、36,000人のホームレスが路上にテントを張るなどして居住している。

### 周辺都市

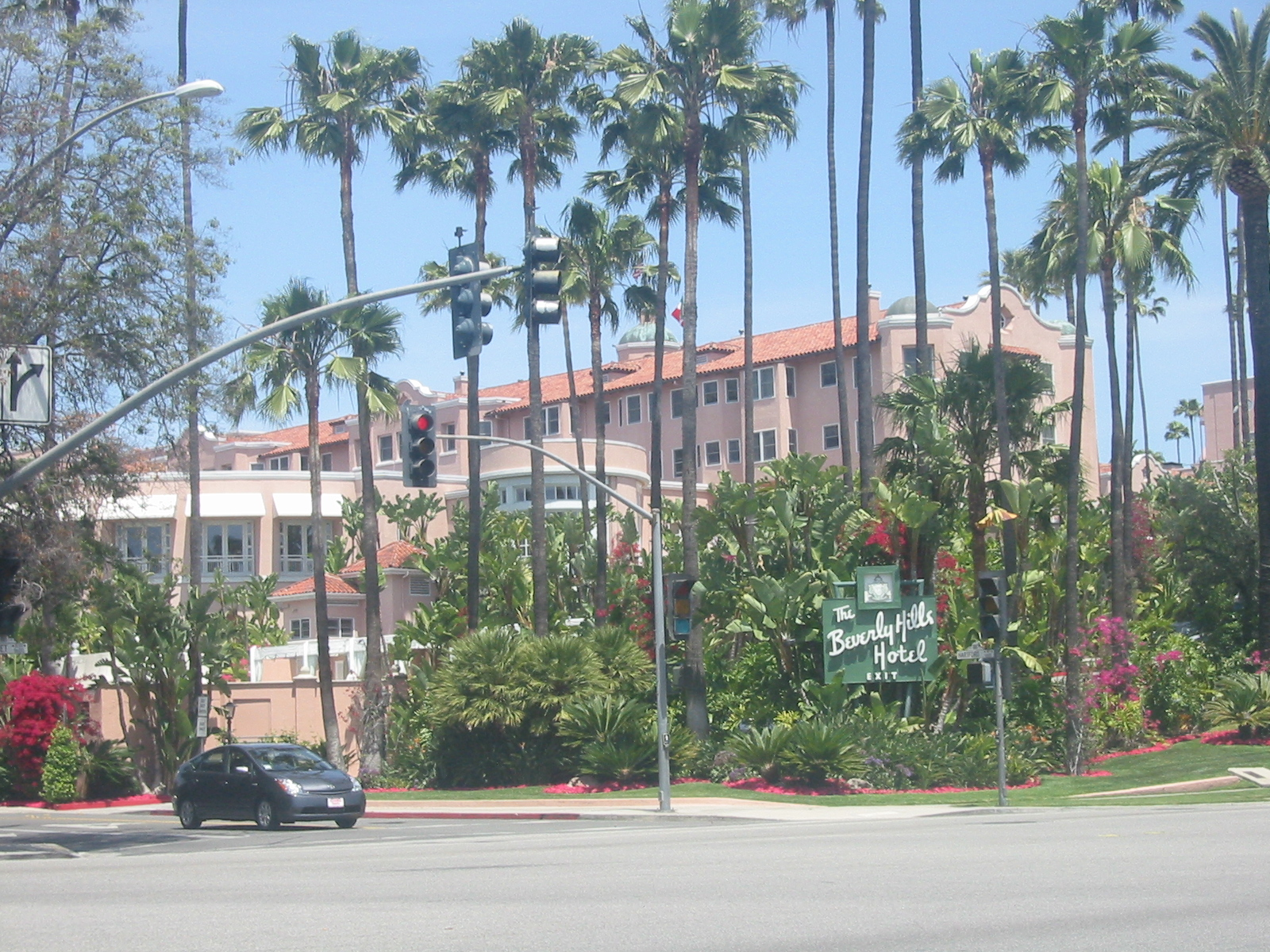
ビバリーヒルズ

- パサデナ
- ウェスト・ハリウッド
- ビバリーヒルズ
- カルバーシティ
- サンタモニカ
- トーランス
- ロングビーチ
- ホーソン
- ガーデナ
- カーソン
- アナハイム
- アーバイン
- コマース
- エルモンテ

## 歴史

### 先住民の時代
もともとは沿岸部で、トングヴァ族、チュマシュ族、カフイラ族、モハーヴェ族、クミアイ族などのインディアン部族が豊富な漁猟資源を糧に漁猟採集生活を営んでいた。彼らはカヌーを使って周辺部族と交易し、貝殻の装飾品や滑石の器や彫刻を作り、魚のほかにアシカやカワウソ、クジラを狩った。
1542年、白人で初めてフアン・ロドリゲス・カブリージョが船でこの地を訪れ、トングヴァ族に歓迎された。この探検家はサンタカタリナ島で死去した。

### スペイン人による征服とアメリカ領へ
1769年から1771年に、スペイン人はこの地に「サンガブリエル・アークアンヘル伝道所」を建設した。1777年、スペイン人のネベ総督が一般市民の居住する村落 (civic pueblos) を計画した。1781年に、ロス・アンヘルス住民 ("townspeople") が現ロサンゼルス市ダウンタウンのオルベラ街あたりに小さな村落を建設した。一方、地名はそれ以前にこの地に踏み入れ、モンテレー湾を目指していたポルトラが、聖母マリアにちなんでLos Angeles（ポルシンウラの天使達の女王）と名づけていたのを、そのまま利用したといわれる。
スペイン人はこの地に農場を作りはじめ、前述のインディアンたちを捕らえ、彼らをキリスト教に強制改宗させて十把一絡げに「ミッション・インディアン（伝道インディアン）」と名づけ、農場労働や周辺部族の監督役に使役した。彼ら「ミッション・インディアン」は現在では、カリフォルニア独自のインディアン集団となっている。
1804年、スペイン領ヌエバ・エスパーニャのラス・カリフォルニアズ（Las Californias、1770年-1804年）が分割されアルタ・カリフォルニア (Alta California) になった。1821年にはメキシコ帝国が独立し、メキシコ帝国領となったが1年ほどでメキシコ合衆国に移行した。1848年、アメリカ・メキシコ戦争（1846年-1848年）中にジョン・C・フレモントのベアフラッグ反乱をきっかけに独立したカリフォルニア共和国 (California Republic) は、グアダルーペ・イダルゴ条約によりメキシコ割譲地（アリゾナ・ニューメキシコなど）とともにアメリカ合衆国領となった。1850年には市制が敷かれたが、当時の人口はまだ1610人であった。1853年、ガズデン購入に際し、米墨国境線が確定した。

### 飛躍的発展

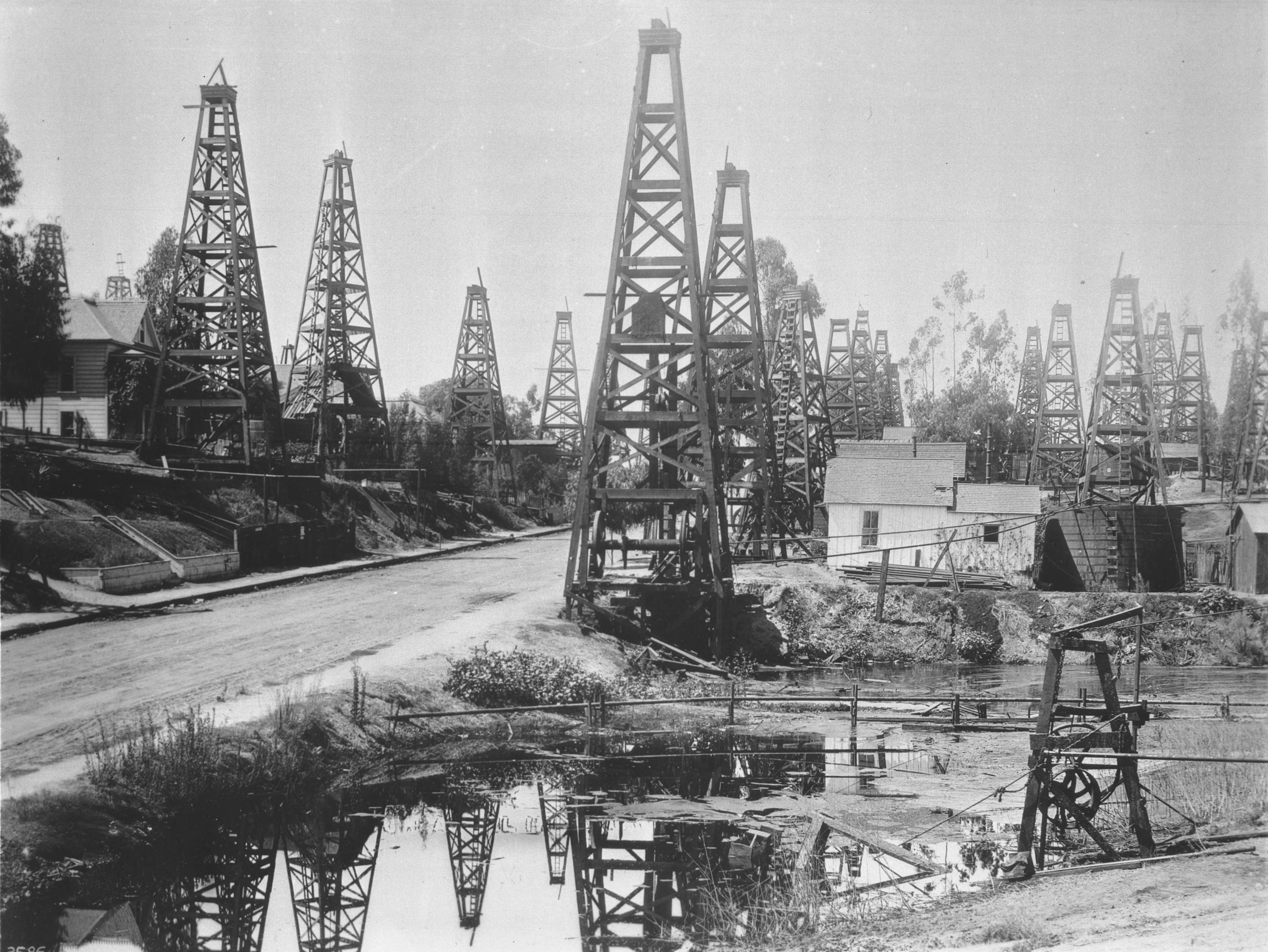
市の近郊に立ち並ぶオイルリグ（1896年）

その後、鉄道網の発達に伴って、とりわけ柑橘類をはじめ野菜、穀物、牧畜などを東部に運び出すための集散地として北部のサンフランシスコとともに発展、同時にパサデナやバーバンク、サンタモニカなどの郊外都市も発展し、メトロポリス形成の基盤となる。しかし、ロサンゼルスが飛躍的に発展したのは20世紀に入ってからであり、さまざまな要因がある。1つ目は19世紀末の油田発見による石油化学工業の発達、2つ目は大戦中に急伸した航空機産業の発達、そして3つ目はハリウッドに代表される映画産業の発達が大きい。そして自動車交通の発展である。ロサンゼルス都市圏は非常に広域であるため、交通手段にマイカーは欠かせない。そのため、他の都市よりいち早くフリーウェイ（高速道路）を整備し、10本以上の幹線が市街を網羅している。一方、市街交通手段として発達していたパシフィック電鉄などの路面電車は、1930年代から1960年代に次々と撤去され、世界的に例のないほどの自動車交通偏重の都市となった。そのため、1980年代は大気汚染が深刻であったが、今日ではかなり改善されてきている。
こうして、市街地は急速に発展していった。しかし、一方で飲料水、工業用水の確保が急務となった。そこで1913年にシエラネバダ山脈の東部を流れるオーエンズ川と市を結ぶ水路を建設、1936年には豊富な水量をもつコロラド川から水を供給し、この問題は解決された。

### 第二次世界大戦

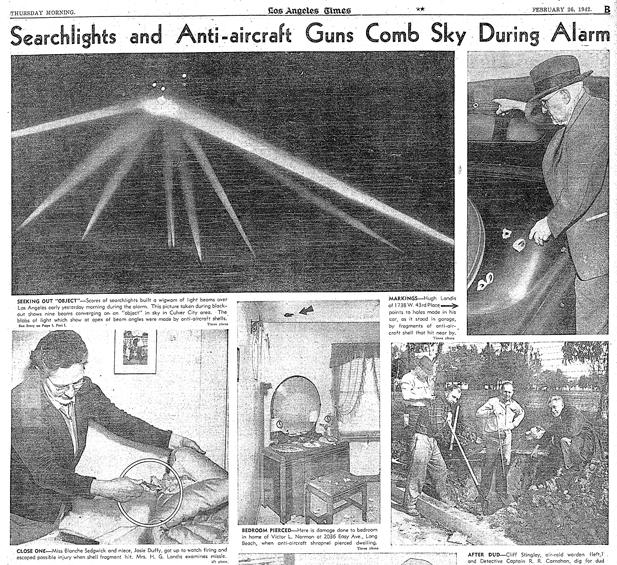
「ロサンゼルスの戦い」を報じるロサンゼルスタイムズ（1942年）

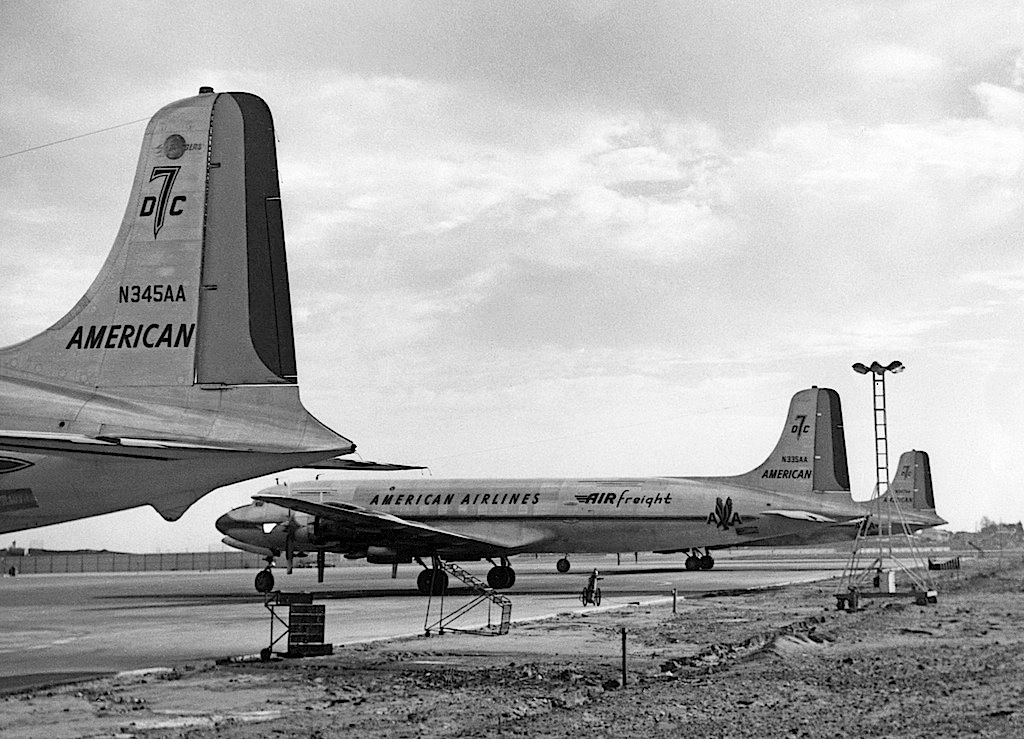
ロサンゼルス空港（1959年）

アメリカが1941年12月より参戦した第二次世界大戦中は、日本軍の上陸や空襲に備えて対空砲や防空レーダー、防空シェルターの整備、灯火管制が行われたほかに、小中学生に対して学童疎開も検討された。さらには、日本陸軍の上陸や日本海軍機による空襲を恐れるあまり、また人種差別的観点から日系人の強制収容が行われたものの、大戦期を通じてロサンゼルス市内への日本軍の上陸や空襲、艦砲射撃を受けることはなかった。
しかし開戦翌年の1942年にかけては、沿岸部において日本海軍の潜水艦が通商破壊戦を含む活発な活動を行い、多くの艦艇が攻撃、撃沈されたほか、沿岸部では攻撃され沈みゆく船が市民から目撃された。さらに1942年2月24日には、近郊のサンタバーバラの製油施設が日本海軍艦艇の砲撃を受けたうえに、その翌日には、パニックに陥ったアメリカ軍による「ロサンゼルスの戦い」のような、市民に死傷者を出す悲劇も起き、その模様はラジオ中継されアメリカ西海岸のみならずアメリカ全土を恐怖に陥れた。
なお、第二次世界大戦時を通じてロサンゼルスは軍事物資や原油の供給地として発展し、とりわけ地元に工場を構えるダグラス・エアクラフトやロッキードなどに対する軍用機の需要によって市況は大きく潤った。

### 住人急増
第二次世界大戦終戦後、戦地から戻る若者がロサンゼルスに多く住みはじめ、1900年には10万人だった人口は1960年には248万人まで膨れあがった。その一方で、住宅供給が課題となり、郊外に大規模な一戸建て住宅地を提供していったが、カーン郡地震発生を機に1957年に市街の高度制限を撤廃、地価高騰もあいまって中高層集合型住宅（日本でいういわゆるマンション）が急増していった。
そしてダウンタウンにはニューヨークやシカゴに引けをとらない高層ビル群がそびえ立つようになり、今日にみる大都市へと成長している。その後、ノースリッジ地震などでも被害を受け、災害対策がさらに充実された。

### 商業、金融拠点

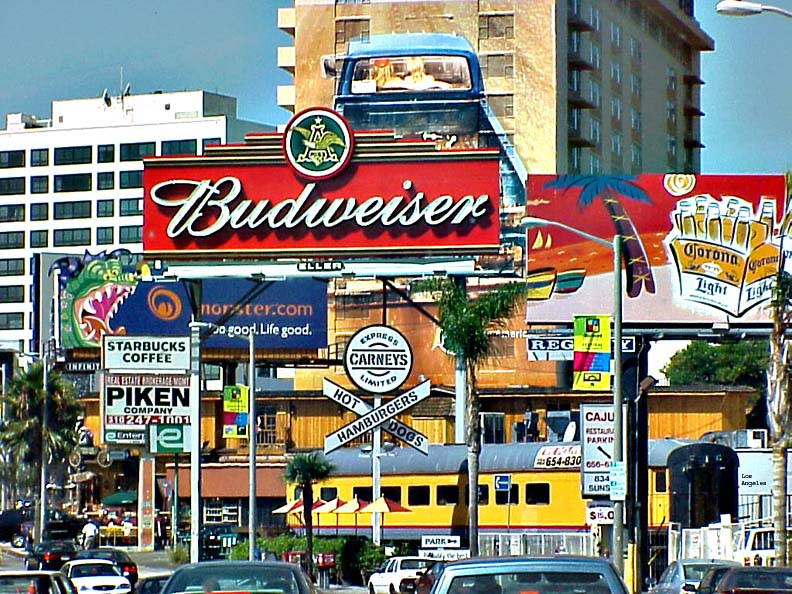
サンセット大通りの看板（2001年）

それに伴い、商業も発展していき、西海岸最大の商業・金融拠点となった。しかし中東やメキシコ湾沿岸からの廉価な原油の供給の増加により、原油の掘削はあまり行われなくなった。更に今日では電子機器、半導体、宇宙産業など最先端工業が発展している。これは学術・文化都市として培っていた技術力の蓄積、また軍事産業や航空機産業関係者が持つ高度な技術力の産業形態転換によるものが大きく、今日におけるロサンゼルス経済の主力にもなっている。
2022年の調査によると、世界7位の金融センターであり、アメリカの都市では3位である。また、貿易の拠点としての地位も高まり、サンフランシスコ、シアトル、オークランド、サンディエゴらと共にアジア向け市場の窓口としての機能を果たしている。

### アジア系移民
古くから労働力としてのアジア系移民を受け入れてきており、ダウンタウン近辺に第二次世界大戦前からあった日本人街であるリトルトーキョーやチャイナタウンのほか、戦後の韓国系移民の急増を受けて広がってきたコリアタウンなどいくつかのアジア系タウンがある。また、ダウンタウンとサンタモニカ間にはリトル・オーサカが、郊外のオレンジ郡近辺にはベトナム系移民街であるリトルサイゴンもある。一方、さまざまな人々が共存する社会ゆえに人種、民族間の対立が存在し、ロサンゼルス暴動などの事件も起きている。

#### 日系移民
ロサンゼルスで日本人の定住が公式に認められたのは1888年である。1900年には150人の日本人が住んでいた。1899年発足の鹿児島県人会に続き、さまざまな県人会が設立された。1906年のサンフランシスコ地震により、ロサンゼルスに移動してくる日本人が増え、この急激な増加と白人による人種差別の高まりによって排日ムードが高まった。
サンフランシスコからの移住組は身を守るため、ロサンゼルス街とアラメダ街の間にある通りに集まって暮らしはじめ、1908年にはこれが「リトルトーキョー」と呼ばれるようになった。1909年、当時日本人会長だった甲斐政次郎は、生花栽培と流通を担う南カルフォルニア花市場株式会社を設立し、この生花流通システムを全米に拡げた。ただ、日曜の営業や低賃金女性労働者利用は社会からの批判もあり、1913年にはカリフォルニア州外国人土地法が施行された。市民権獲得資格のない外国人の土地所有が制限され、1924年移民法では移民が制限されたものの、1928年には藤井整が最高裁で勝訴し日系人がロサンゼルスで病院を開設することが認められ、1931年には加州毎日新聞社も設立された。
1930年代には2万人を超える日本人や日系人が暮らし、リトルトーキョーはアメリカ最大の日本人街になった。その後日本人および日系人の数は4万人近くまで膨らんだが、第二次世界大戦により、日系人の強制収容が始まり、日本人や日系人のいなくなった街には黒人が住みついた。
戦後になり、1948年にはカリフォルニア州外国人土地法が藤井の裁判によって覆され、日系1世は土地の購入をできるようになった。日系人や日本人が戻ってきたが、強制収容により土地や職業や資産を奪われたことや、日本人漁業禁止法などによって生業を奪われたことから、以前のような勢いには戻らなかった。ただ、花市場は現在も日系人社会を背景に運営されている。
1964年には、南加県人会協議会が発足した。

### ヒスパニック移民とスペイン語圏
もともとメキシコ領だったこともありスペイン語地名も多く、古くからヒスパニック系が存在するが近年のメキシコなどからの移民の流入により、今では全人口の46.5%がヒスパニックもしくはラテン系である。また全人口のうち41.7%がスペイン語話者であり、英語の42.2%とほぼ同数であるなど、全米一のスペイン語人口を抱える都市としてヒスパニック文化の中心地となっている。

## 治安

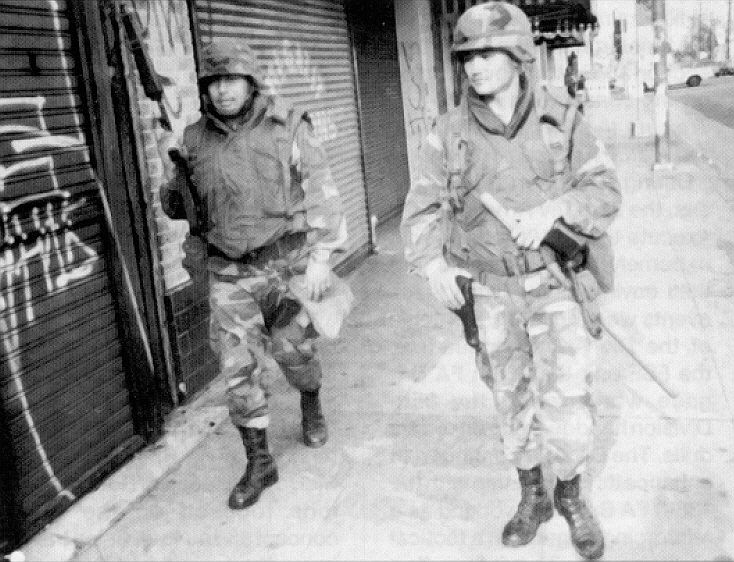
ロサンゼルス暴動では4,000人を超える連邦軍（陸軍、および海兵隊）部隊までが投入された。

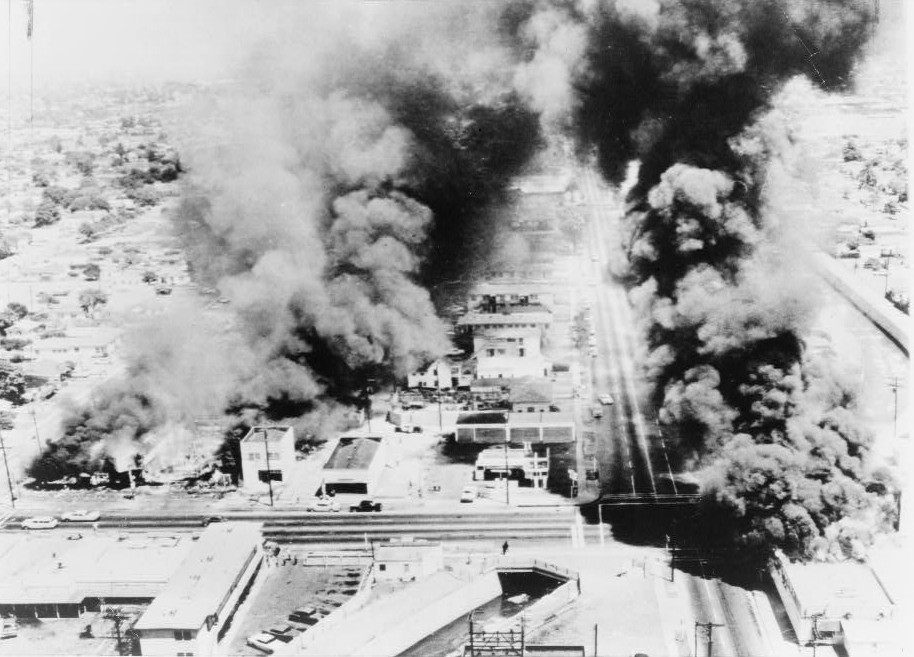
ワッツ暴動で燃える建物

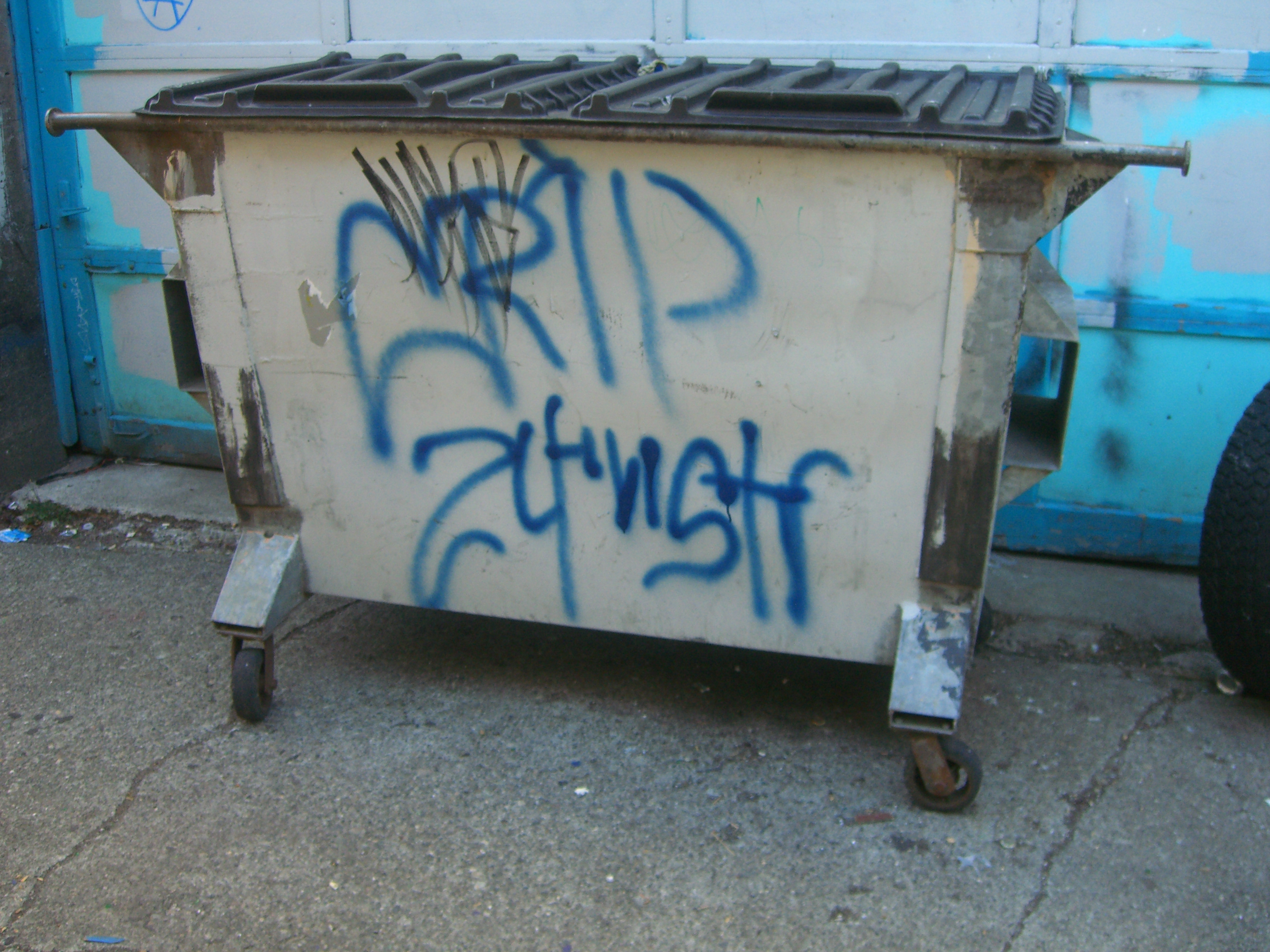
ストリートギャング「クリップス」のタギング

かつて犯罪件数がアメリカの都市の中でも上位に位置していたが、過去最悪であったロサンゼルス暴動の時期と比較すると、警察官の増員、治安部隊であるジョイント・タスク・フォースの導入などもあって犯罪発生件数が激減している。2014年現在、CQプレス社における安全な街ランキングでは、全米5位にランキングされている。（安全な50万人以上の街ランキング）日本では治安がよいというイメージをもたれているサンフランシスコよりもランキングが上であり、一部のスラム地域を除いて、そこまで危険ではない。
オフィスビルが占めるダウンタウン西側および市庁舎からリトルトーキョー一帯は90年代は空き地が多く、治安がよいとはいえなかったが、ダウンタウン南エリアでステイプルズ・センターをはじめとする大規模な再開発が始まり、治安状況が大きく向上、夜間でも安全に歩けるような場所へと生まれかわった。また、リトルトーキョー近辺ではコンドミニアムの新築が目立ち、出店ラッシュに沸いたラーメン店などの人気もあって、深夜でも多くのアメリカ人の客が見られるなど、以前とは一変したにぎわいを見せている。
リトル・トーキョーの南側にあるスキッド・ロウなどは、かつてスラム街であったが、現在は路上生活者など極度な低所得者の一時的な滞在地になっており、多いときで数千人の路上生活者が滞在している。これはスキッド・ロウ地区に路上生活者支援の施設があるためである。スキッド・ロウは、問屋市場であるファッション・ディストリクト地区と隣接しているため、夕方以降のファッションディストリクト地区はスキッド・ロウからあふれ出た多くの路上生活者が一時的に滞在している。

### ギャング
ロサンゼルス市警察によると、45,000人ものストリートギャングメンバーが存在し、450のギャング組織がロサンゼルスを本拠地としている。その中でも最も有名な、アフリカ系アメリカ人のクリップスとブラッズはサウス・ロサンゼルスを本拠地としている。ラテン系ではメキシカンギャングのスレーニョスがロサンゼルスを発祥としている。そのため、ロサンゼルスは「アメリカにおけるギャングの首都」と呼ばれている。

### 暴動
ロサンゼルスでは何度も大規模な暴動が発生している。有名なものでは1965年のワッツ暴動では死者34人・負傷者1,032人、逮捕者は約4,000名を出し、1992年のロサンゼルス暴動では、被害は死者58人、負傷者約2,000人を出し、放火件数は3,600件、崩壊した建物は1,100件にも達した。　2025年、トランプ政権の移民と呼ばれる人々への対応への抗議の熱が高まり、500人以上が逮捕されたとされている。LA市警が総出で対応にあたった。　その後、メジャーリーグのドジャースは1億5000万円規模の支援を人々へ行うこととなったと報道された

## 経済

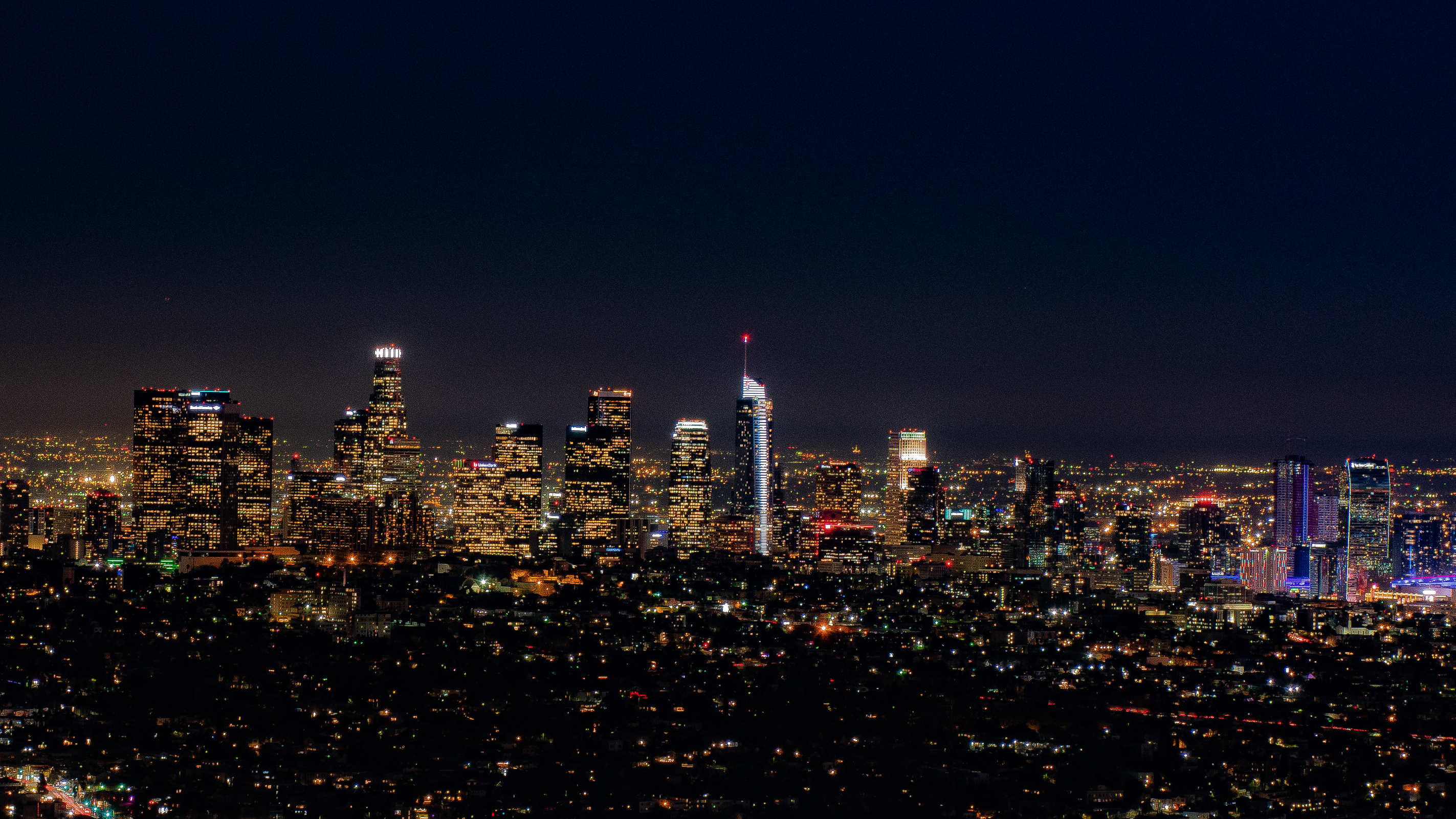
ロサンゼルスの夜景

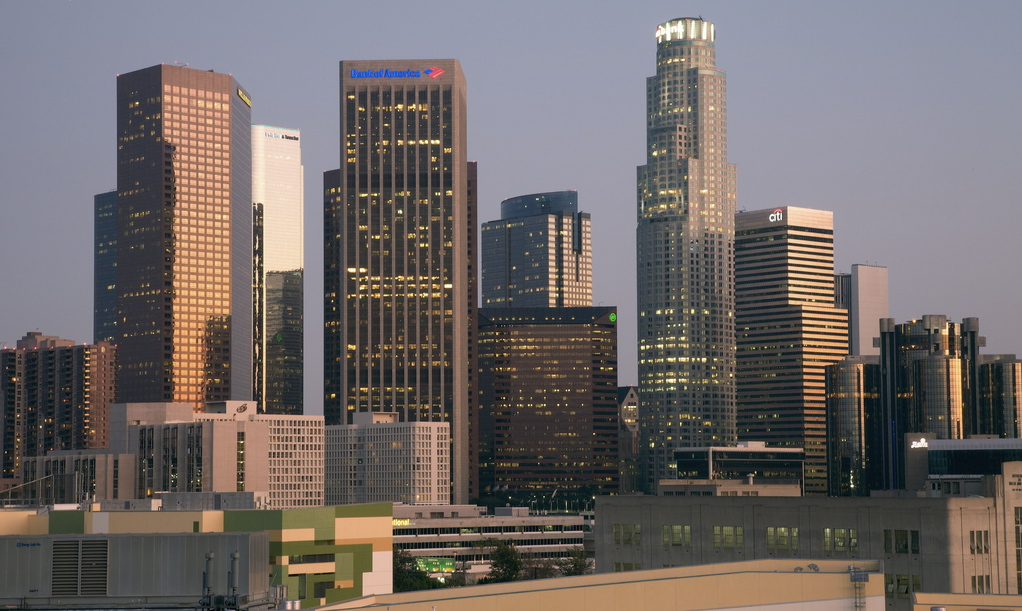
ダウンタウンのスカイライン

### 第一次産業

#### 農業
古くから機能していた農業（農産物）の加工、集散地としての機能はフレズノやベーカーズフィールドなど、他の都市に移転している傾向が見られる。

### 第二次産業

#### 工業
石油化学工業
1892年、実業家のエドワード・L・ドヒーニーが現在のダウンタウン近隣で石油を発見、以後石油産業が発展し、石油精製工場、化学薬品工場が相次いで建てられた。今ではメキシコ湾岸の都市が豊富な産出量を誇っており、産油地としてのカリフォルニアの地位は低下しているが、今もなお健在で、近年は内陸の都市でも油田採掘が行われている。
航空宇宙産業
ロッキードやボーイング（旧マクドネル・ダグラス）などの航空産業や宇宙産業、半導体などの最先端工業である。これは特に第二次世界大戦中の各種軍用機の需要とともに飛躍的に発展、戦後は数多くの旅客機も造られた（現在はロッキードは旅客機製造を行っていない）。また、その技術は多方面に利用され、自動車組立工業やタイヤ、チューブ製造などの関連工業などに派生していった。さらに戦後にはスプートニク・ショックによる宇宙開発産業の促進やシリコンバレーから飛び火してきた電子機器、半導体産業があり、シリコンバレーにならって、テックコーストという俗称がある。

### 第三次産業

#### 観光業
エンターテイメント産業
ハリウッドに代表される映画などのエンターテイメント産業や観光産業である。初期の映画撮影では高い光度が必要であり、曇天・雨天や室内撮影では多くの照明が必要であったが、ロサンゼルスの夏季に降雨が少ない地中海性気候は戸外撮影には最適の地であった。そのため、ニューヨークから逃れたユダヤ系の映画会社が当地で撮影を行うようになり、ワーナー・ブラザースやRKO、パラマウントなど多くの映画製作会社が誕生、市の経済を支える一つとなった。また、郊外におけるユニバーサルスタジオ建設やディズニーランド進出などのレジャー観光都市としての発展を促し、今日ではリゾートや保養都市としての性格も強いほか、コンベンションなどの誘致も盛んである。

#### 商業
特に商業、金融業である。工業、娯楽産業の発展が同市に与えた影響は大きいが、サンフランシスコとともにアメリカ西海岸における商業の中枢である。さらに前述したように海運、貿易の拠点としての重要性も高い。金融センターとしての台頭も目覚ましく、イギリスのシンクタンクが発表した指標では世界7位の競争力をもつ金融センターと評価された。

#### サービス業
5つ目はサービス業で、ファッションや宝飾などのデザイン業は特に進んでいる。今日ではニューヨークとならぶファッション最先端基地として知られており、高度な技術をもった専門家の移住が多い。特にユダヤ系白人が多くの職に就いている。
また、地の利のよさなどから、日本企業や韓国企業などアジアの大企業の多くがアメリカにおける本社機能をロサンゼルス近郊に置いており、これらの企業による雇用の創出や税収が地域経済を大きく潤している。

## 情報・通信

### マスメディア

#### 放送局
テレビ
テレビ局では24時間放送の「ユナイテッド・テレビジョン・ブロードキャスティング・システム」(UTB) 18.2チャンネルがある。

#### 新聞社
ロサンゼルスの主要な日刊新聞は「ロサンゼルス・タイムズ」(LA Times) である。主要なスペイン語新聞として「ラ・オピニオン」(La Opinión) がある。また、日本語新聞としては「羅府新報」

## 教育

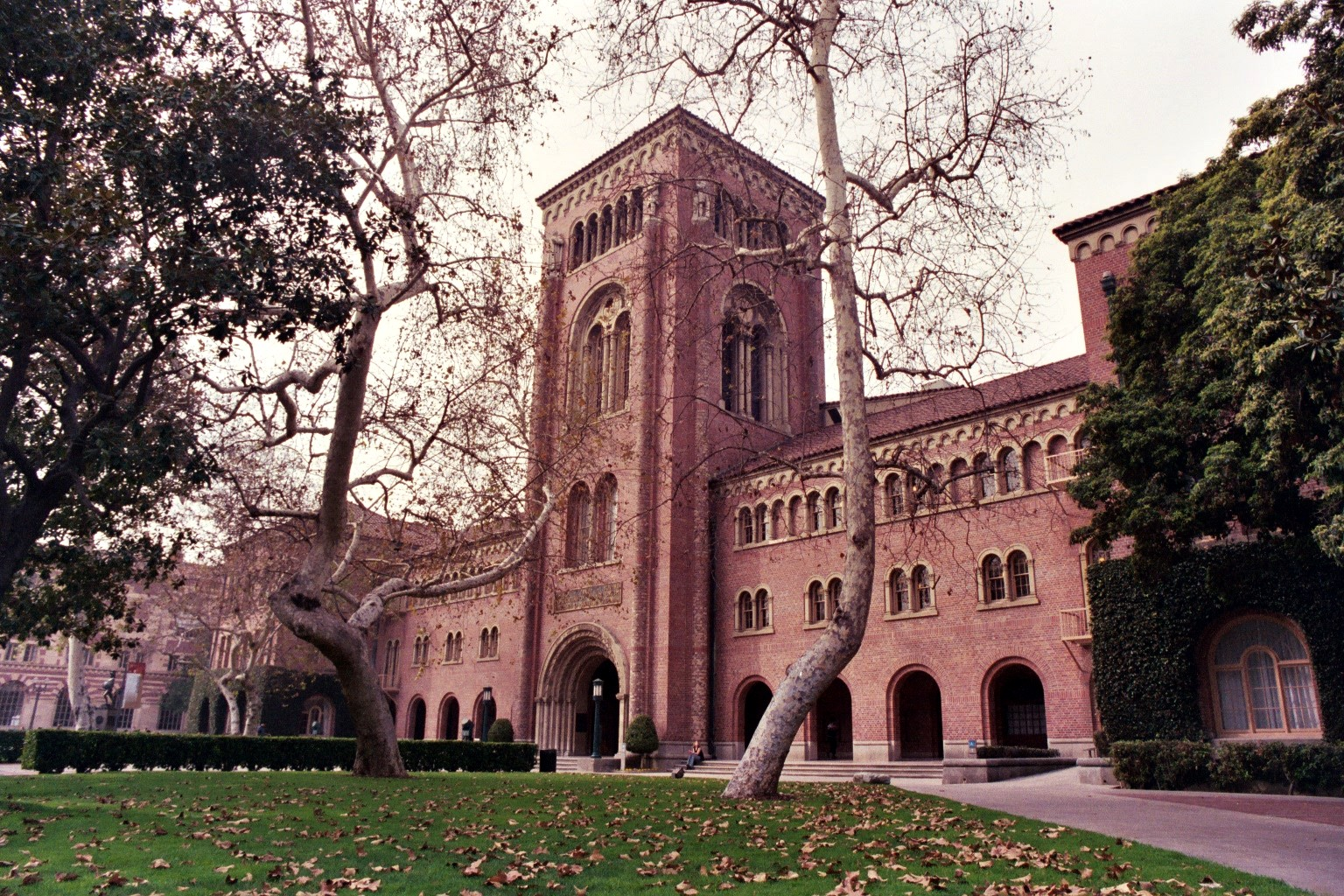
南カリフォルニア大学

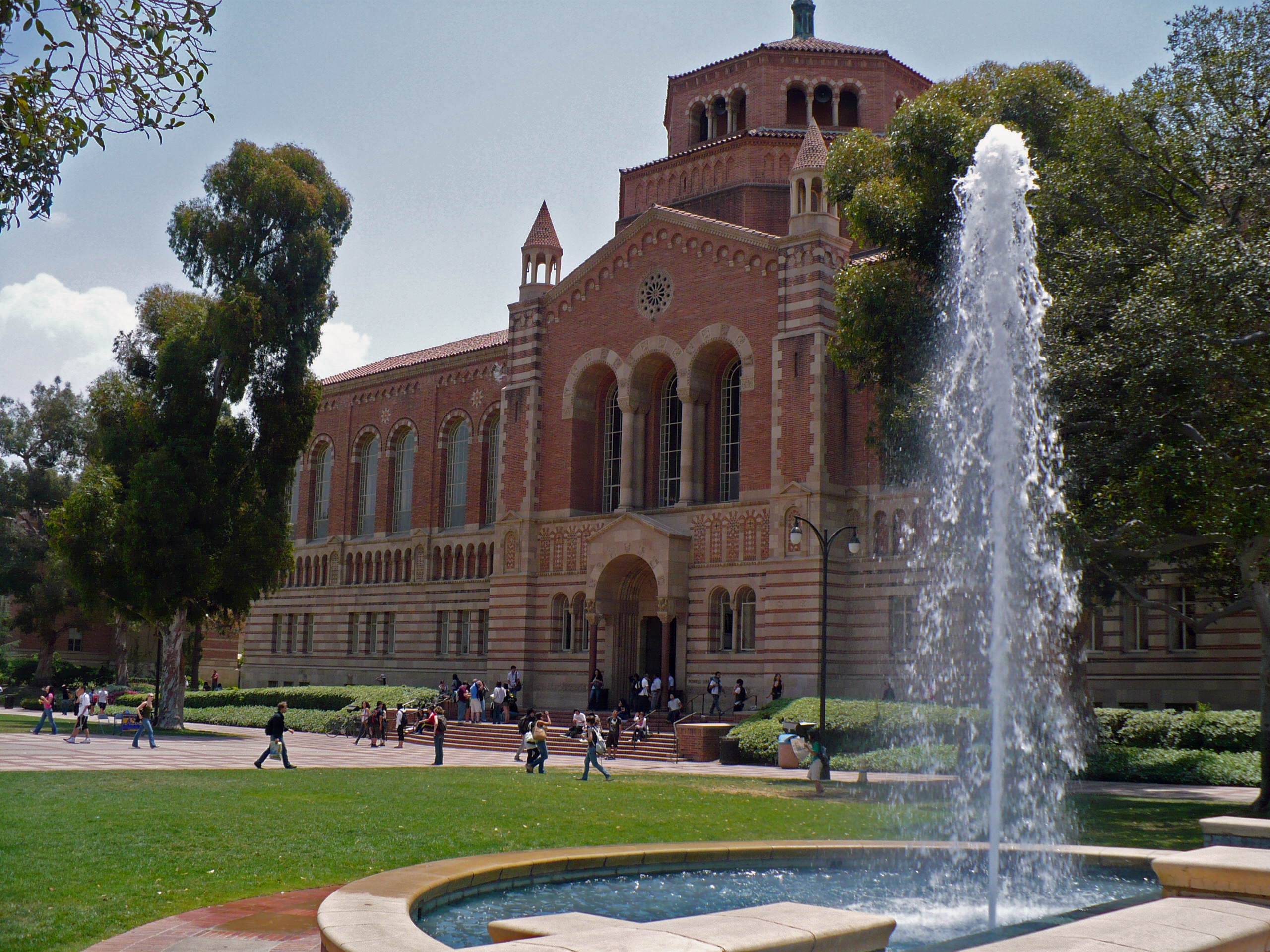
カリフォルニア大学ロサンゼルス校

### 大学
ロサンゼルスには、カリフォルニア大学ロサンゼルス校 (UCLA)、カリフォルニア州立大学ロサンゼルス校 (CSULA) およびカリフォルニア州立大学ノースリッジ校 (CSUN) を含む、いくつかの州立単科大学および総合大学がある。
ロサンゼルスの私立大学には南カリフォルニア大学 (USC)、ペパーダイン大学、ロヨラ・メリーマウント大学 (LMU)、アートセンター・カレッジ・オブ・デザイン (Art Center College of Design)、オクシデンタル・カレッジ (Oxy)、オーティス芸術大学 (Otis College of Art and Design) およびサウスウェスタン法科大学 (Southwestern University School of Law) などがある。
コミュニティ・カレッジとしては、ロサンゼルス・シティー・カレッジ (Los Angeles City College; LACC)、ロサンゼルス・ピアース・カレッジ (Los Angeles Pierce College)、ロサンゼルス・ヴァレー・カレッジ (Los Angeles Valley College)、サンタモニカ・カレッジ (Santa Monica College; SMC) およびロサンゼルス・ミッション・カレッジ (Los Angeles Mission College) がある。

### 初等・中等教育
ロサンゼルスの主要な初等中等教育の公立学区は、ロサンゼルス統一学区 (Los Angeles Unified School District) である。また、多数の日本企業の駐在員の子弟が在住することから、日本語補習校が周辺に数多く存在する。

## 交通

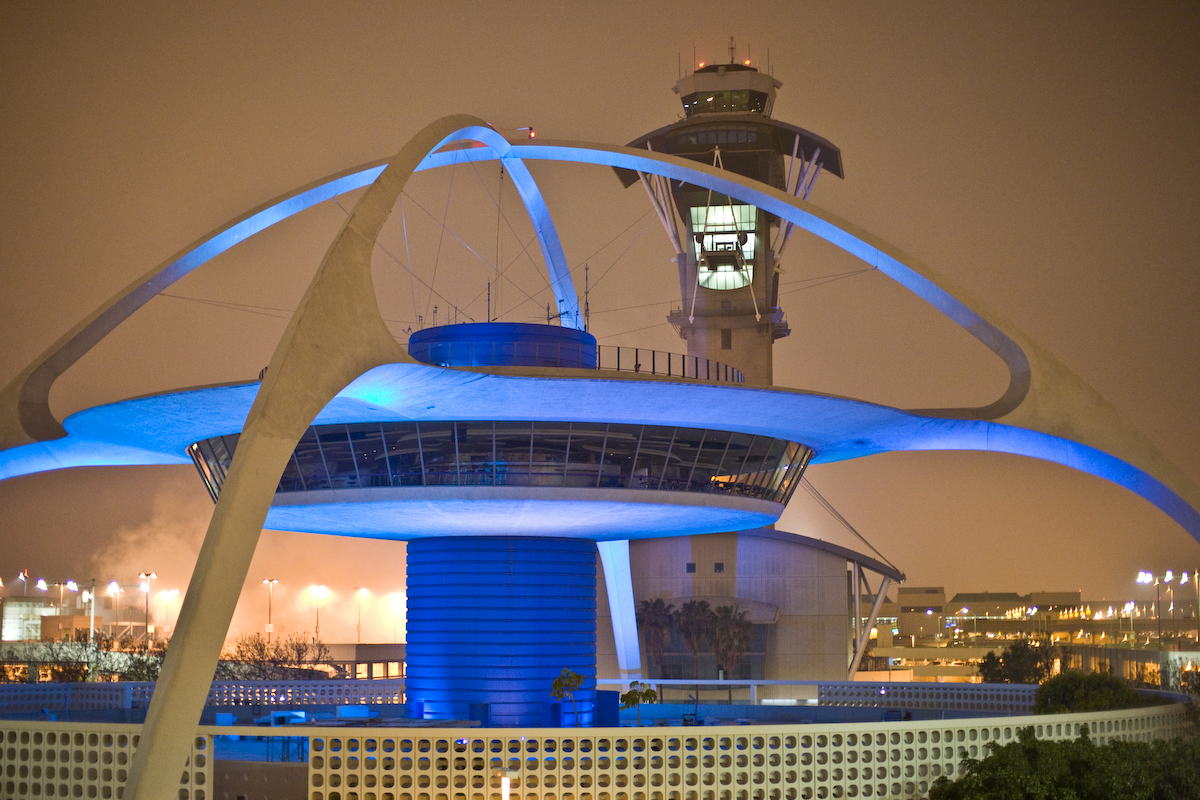
ロサンゼルス国際空港

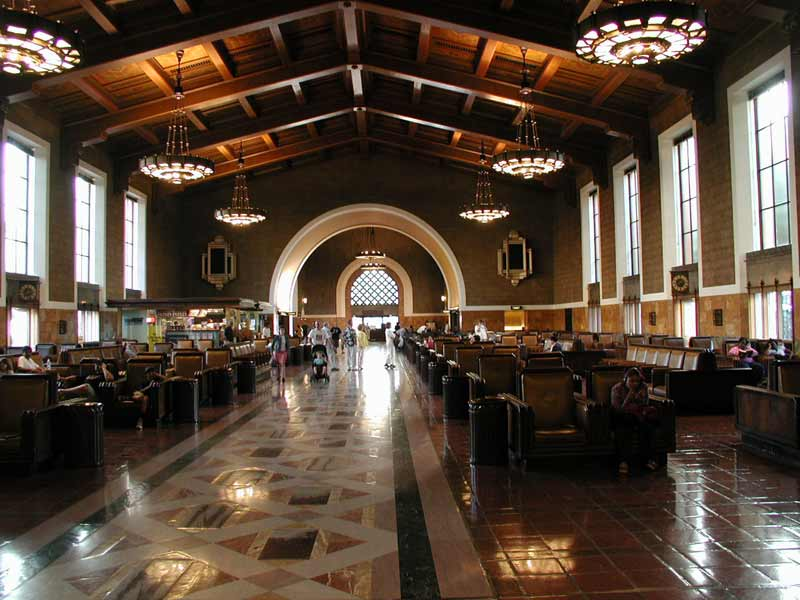
ユニオン駅待合室

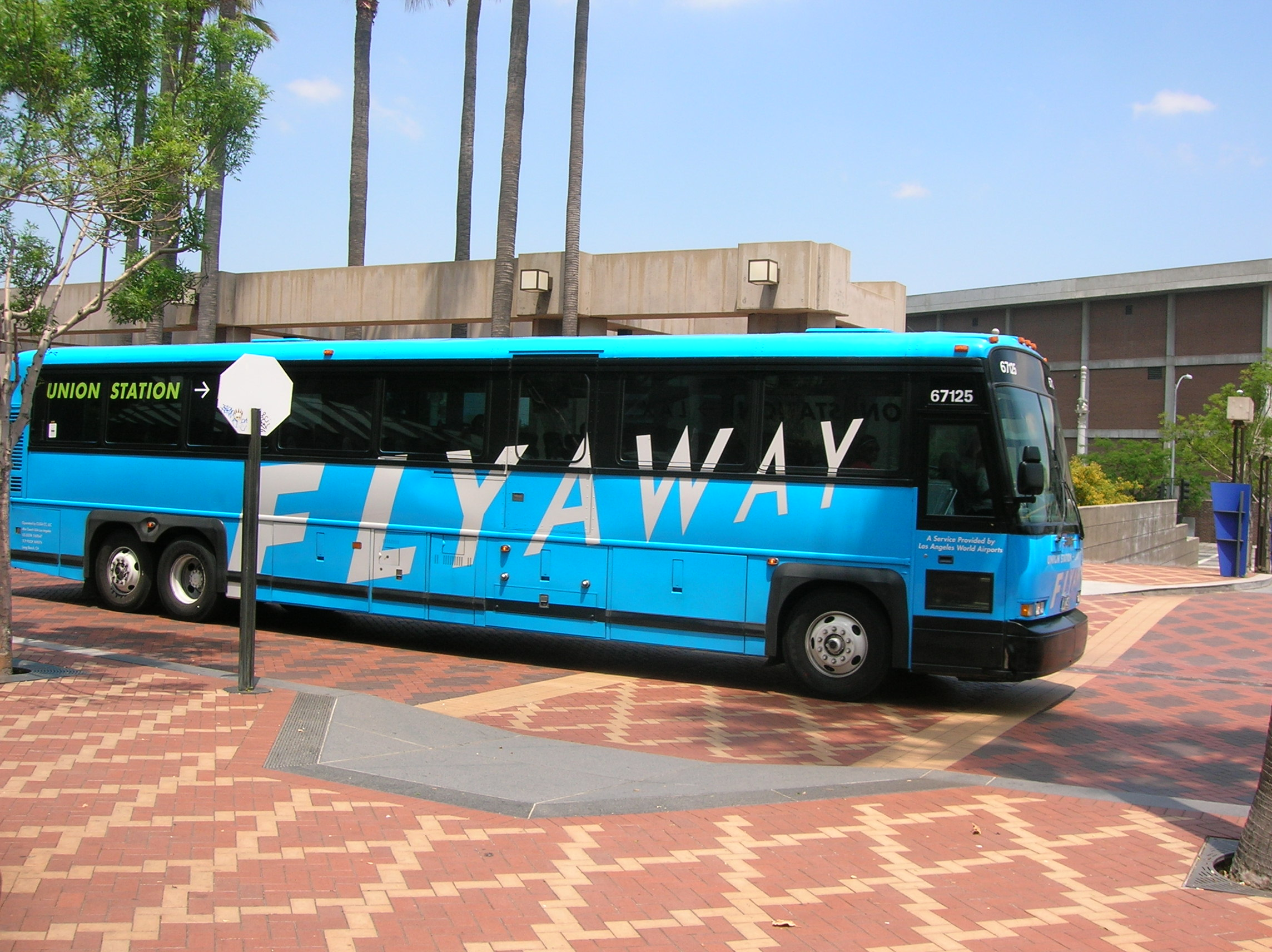
フライアウェイの大型バス

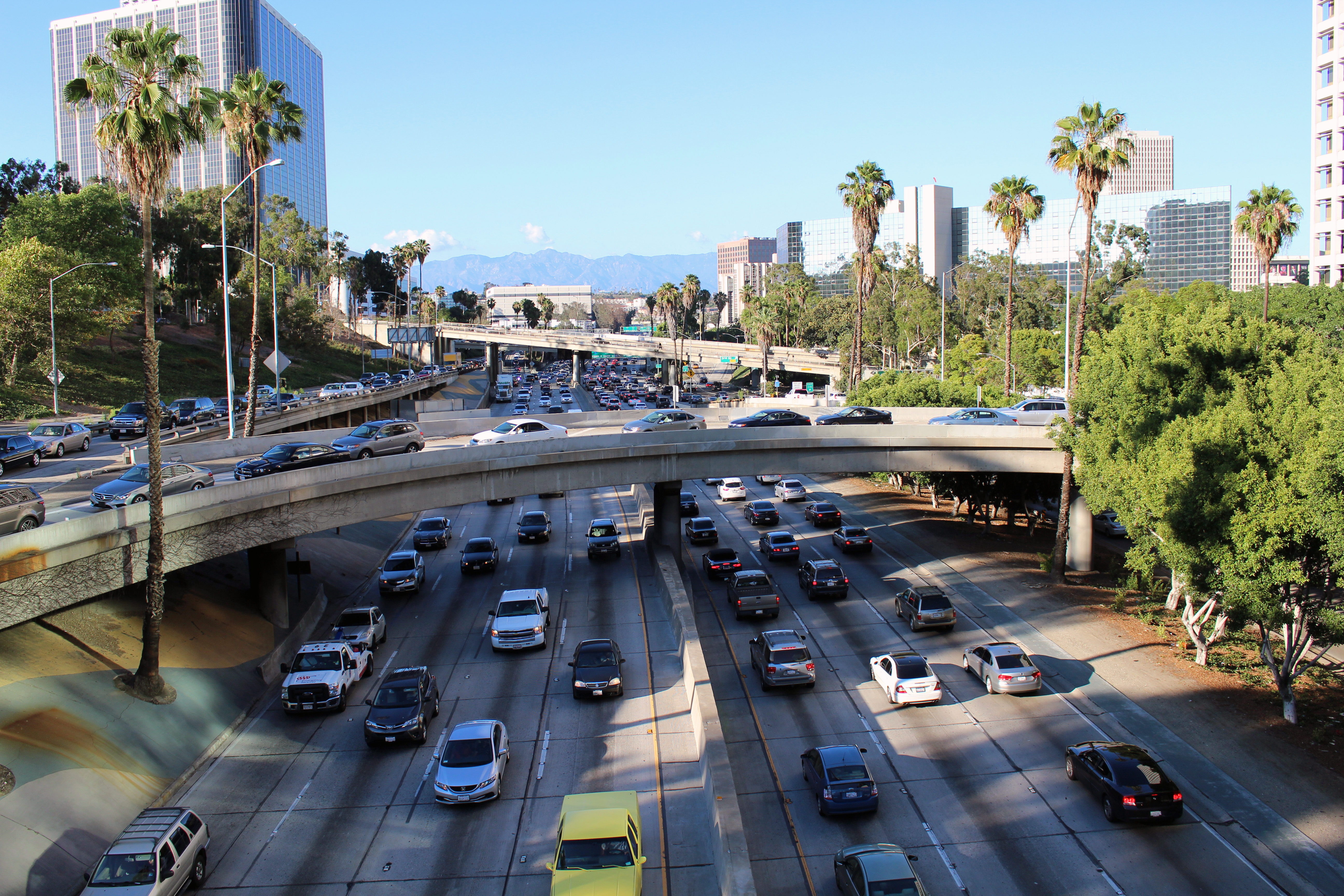
フリーウェイ

### 空港
アメリカ西海岸への主な玄関口の一つとして、毎日多数の航空便がロサンゼルス国際空港に発着している。ほかにもロサンゼルス周辺にはロングビーチ空港やハリウッド・バーバンク空港、ジョン・ウェイン空港など空港がいくつかあり、主に国内線で利用されている。またホーソンなどの小型機専用の空港も多数存在している。
日本からは日本航空や全日本空輸、ZIPAIR Tokyo、アメリカン航空、デルタ航空、ユナイテッド航空、シンガポール航空が東京（東京国際空港・成田国際空港）から直行便を運航している。なお、大阪（関西国際空港）からの直行便は日本航空のみによって運航されている。

### 鉄道
長距離鉄道
ダウンタウンにはアムトラックのユニオン駅がある。
- ユニオン駅に発着するアムトラックの主要長距離列車
  - コースト・スターライト：ロサンゼルス - オークランド - ポートランド - シアトル
  - サウスウェスト・チーフ：ロサンゼルス - アルバカーキ - カンザスシティ - シカゴ
  - サンセット・リミテッド：ロサンゼルス - ツーソン - エルパソ - サンアントニオ - ヒューストン - ニューオーリンズ
  - テキサス・イーグル：ロサンゼルス-エルパソ-シカゴ(定期アムトラックでは最長距離を走る)
  - パシフィック・サーフライナー：ロサンゼルス - サンディエゴ（一部はサンルイスオビスポ - ロサンゼルス - サンディエゴ間で運転）
  - その他、連絡バスを利用することでサン・ホアキン（ベーカーズフィールド - オークランド・サクラメント）も利用できる。

### バス
長距離バス
グレイハウンドのバスターミナルはダウンタウンの東外れに位置している。サンフランシスコ、サンディエゴ、フェニックス、ラスベガスをはじめ多くの都市へのバスが発着する主要なターミナルである。しかし、イーストロサンゼルスに近く、スラム街の中に位置するため周辺の治安が悪い。

### ロサンゼルス国際空港シャトル便"フライアウェイ"
ロサンゼルス国際空港から市街地へ向かう手段として最も早く、そして低価格で抑えられる手段として便利なフライアウェイ (FLY AWAY) がある。大型バス・ミニバン・VIPセダンの3種用意されているが、種類によって料金が異なる。ロサンゼルス国際空港からの乗り場はターミナル1から8とTBITから発着する。一例からすると料金は以下の通りとなる。
- 空港 - ダウンタウン（ユニオン駅）

大型バス - 7.00米ドル
VIPセダン - 12.00米ドル

### 市内・近郊交通
アメリカの多くの都市と同様、ロサンゼルスの主要な移動手段は自動車である。市内をフリーウェイが縦横に走っている一方で、かつて市内・近郊地域を縦横に走っていたパシフィック電鉄やロサンゼルス鉄道による市内電車網が1960年代までに全廃されたために、1990年代初頭まで公共交通機関はバスのみに頼る状態が続いていた。また、流しのタクシーもほとんどない。旅行者の場合、移動手段としてはレンタカーが一般的である。1990年代以降地下鉄・LRT網（ロサンゼルス・メトロ）や近郊列車（メトロリンク、アムトラック・カリフォルニア）が整備されつつあり、渋滞や公害の解消が期待されている。
2008年11月、ロサンゼルスとサンフランシスコを結ぶカリフォルニア高速鉄道の建設の是非を問うカリフォルニア州民の住民投票が行われ、賛成票が過半数を占めて可決した。

## 観光

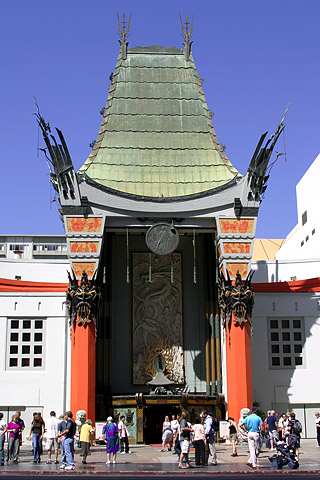
チャイニーズシアター

ディズニーランド

### 観光スポット
- チャイニーズシアター (Grauman's Chinese Theatre)
- サンタモニカ・ピア (Santa Monica Pier)
- マリナ・デル・レイ (Marina del Rey)
- メルローズ・アベニュー (Melrose Avenue)
- リトルトーキョー (Little Tokyo)
- チャイナタウン (Chinatown, Los Angeles)
- コリアタウン (Koreatown, Los Angeles)
- オルベラストリート (Olvera Street)
- ロデオドライブ (Rodeo Drive)
- ディズニーランド (Disneyland)
- ユニバーサルスタジオ (Universal Studios Hollywood)
- ナッツベリーファーム (Knott's Berry Farm)
- シックス・フラッグス・マジック・マウンテン (Six Flags Magic Mountain)
- ドジャー・スタジアム (Dodger Stadium)
- グリフィス天文台 (Griffith Observatory)
- ロサンゼルス現代美術館 (The Museum of Contemporary Art - "MOCA")
- ロサンゼルス・カウンティ美術館 (Los Angeles County Museum of Art)
- ゲティ・センター (Getty Center)
- ローズボウル (Rose Bowl)
- ハリウッドボウル (Hollywood Bowl)
- ウォルト・ディズニー・コンサートホール (Walt Disney Concert Hall)
- U.S.バンク・タワー (U.S. Bank Tower)

## 文化

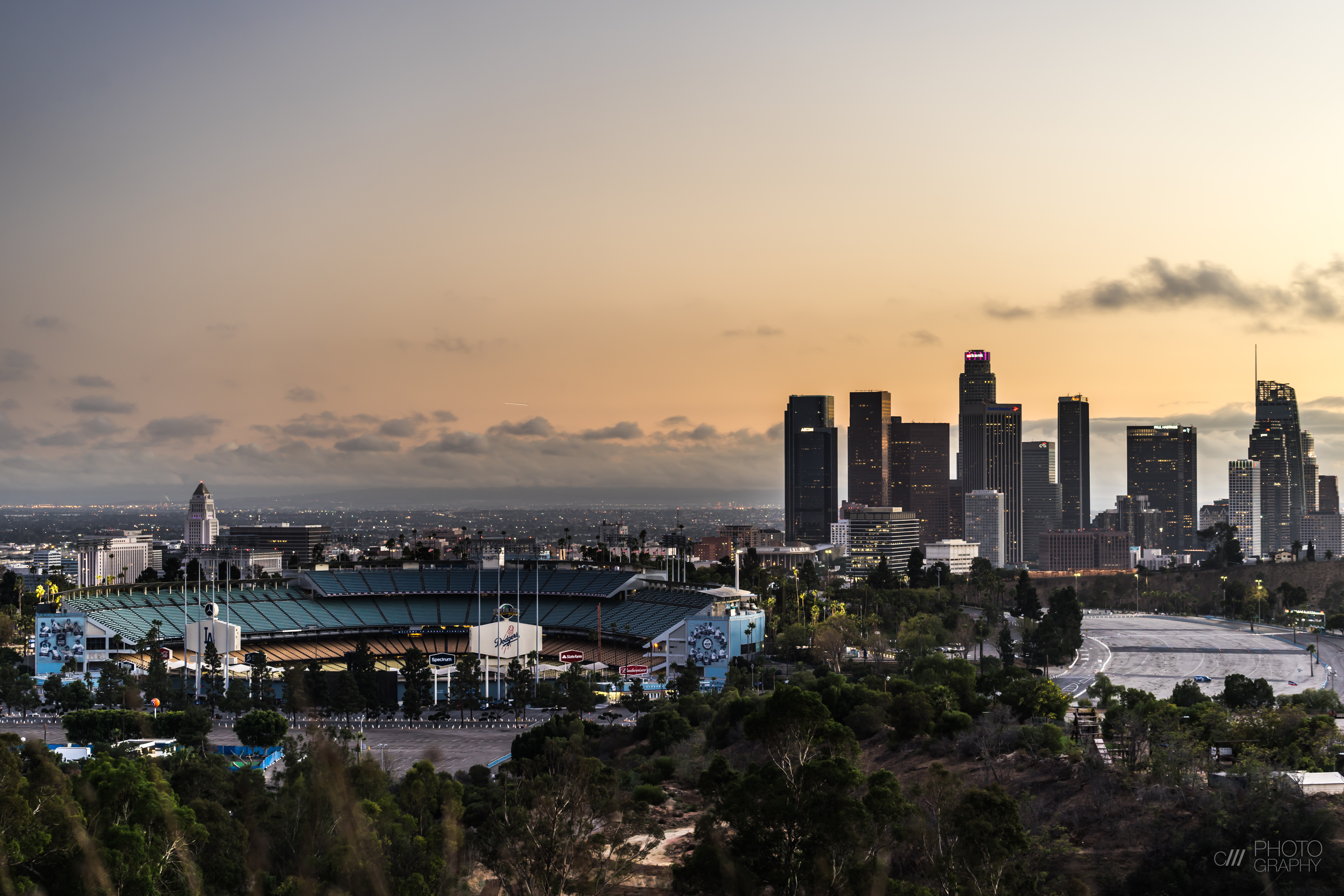
ドジャー・スタジアムとダウンタウン

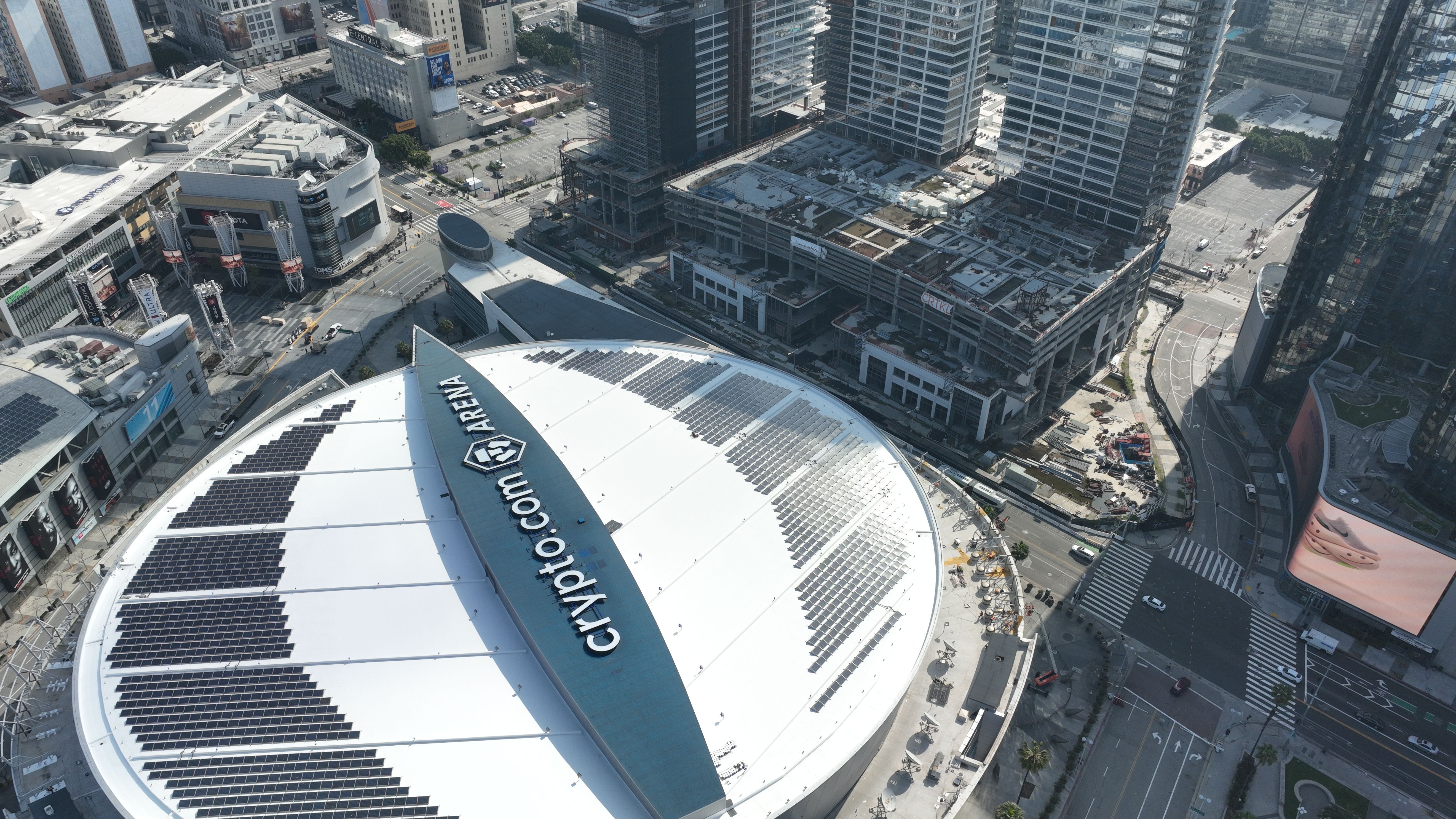
Crypto.comアリーナ

### スポーツ
ロサンゼルスは、1932年大会、1984年大会および2028年大会（予定）の3度の夏季オリンピックの開催都市に選ばれた。また2028年にはパラリンピックも開催される予定である。
ロサンゼルスは全米2位の市場規模であるにもかかわらず、北米4大プロスポーツリーグで最も人気が高いとされるNFLのチームが1995年から2015年まで存在しないという状況にあった。1946年にサンフランシスコ・49ersとともに西海岸初のプロスポーツチームとなったロサンゼルス・ラムズは1980年にアナハイムへ移転した（ただし、「ロサンゼルス」を冠し続けた）が、1982年にオークランド・レイダース（現・ラスベガス・レイダース）がロサンゼルスへ移転してきた。アナハイムをロサンゼルス都市圏とみなせば2チームが存在していたことになる状況は、ラムズがセントルイスへ移転、レイダースがオークランドへ再移転し、2チームを同時に失った1995年に一変した。
その後ロサンゼルス市は積極的に誘致活動を行ったが、NFLチームの移転構想が浮上しては、何度も頓挫した。2016年にラムズがロサンゼルス市域に隣接するイングルウッドへ移転し、再び「ロサンゼルス」を冠したことでNFLチームを取り戻した。続けて、2017年にサンディエゴ・チャージャーズ（現・ロサンゼルス・チャージャーズ）が同じくイングルウッドへ移転し、「ロサンゼルス」を冠したことで、1982年から1994年までの片方のチームがロサンゼルス市域に隣接せず郡も異なるアナハイムに存在する状況よりも好転した。
かつてのラムズよりも14年早くロサンゼルスからアナハイムへ移転し、その後もアナハイムにとどまっているMLBのロサンゼルス・エンゼルスは、1966年から長らく「ロサンゼルス」を冠していなかったが、2005年にロサンゼルス・エンゼルス・オブ・アナハイムと改称し、2016年に現チーム名に改称している。
アリーナフットボールリーグ（AFL）のロサンゼルス・アベンジャーズは2019年に解散した。2023年にはプロクリケットリーグのメジャーリーグクリケット（MLC）が開始され、ロサンゼルス・ナイトライダーズが所属している。
| スポーツ種別           | チーム                         | 所属団体 | 団体内所属                 | ホーム競技場                         |
| ---------------------- | ------------------------------ | -------- | -------------------------- | ------------------------------------ |
| 野球                   | ロサンゼルス・ドジャース       | MLB      | ナショナルリーグ           | ドジャー・スタジアム                 |
| 野球                   | ロサンゼルス・エンゼルス       | MLB      | アメリカンリーグ           | エンゼルスタジアム                   |
| アメリカンフットボール | ロサンゼルス・ラムズ           | NFL      | NFC西地区                  | SoFiスタジアム                       |
| アメリカンフットボール | ロサンゼルス・チャージャーズ   | NFL      | AFC西地区                  | SoFiスタジアム                       |
| バスケットボール       | ロサンゼルス・レイカーズ       | NBA      | ウェスタン・カンファレンス | クリプト・ドットコム・アリーナ       |
| バスケットボール       | ロサンゼルス・クリッパーズ     | NBA      | ウェスタン・カンファレンス | インテュイット・ドーム               |
| バスケットボール       | ロサンゼルス・スパークス       | WNBA     | ウェスタン・カンファレンス | クリプト・ドットコム・アリーナ       |
| アイスホッケー         | ロサンゼルス・キングス         | NHL      | ウェスタン・カンファレンス | クリプト・ドットコム・アリーナ       |
| サッカー               | ロサンゼルス・ギャラクシー     | MLS      | ウェスタン・カンファレンス | スタブハブ・センター                 |
| サッカー               | ロサンゼルスFC                 | MLS      | ウェスタン・カンファレンス | BMOスタジアム                        |
| クリケット             | ロサンゼルス・ナイトライダーズ | MLC      | 無し                       | グレートパーク・クリケットスタジアム |

1962年から1968年にかけて、オリンピック・オーディトリアムを中心に興行を開催したプロレス団体WWAが活動しており、フレッド・ブラッシー、ザ・デストロイヤー、力道山、豊登、大木金太郎などがWWA世界王座となった。

### 音楽
- 1930年代から40年代にかけて、ロサンゼルス市内でニューヨークのハーレムに相当する役割を果たしたのがセントラル・アベニューだった。黒人たちが多く住んでいた市内のサウス・セントラル地区を貫く大通りで、この通りにあったクラブではデューク・エリントン、ファッツ・ウォーラー、レナ・ホーン、アート・テイタムといった黒人スターたちが続々と出演し、50年代に白人ミュージシャンたちが生み出したウエストコースト・ジャズよりもはるかに活気のある、お祭り騒ぎのような楽しい雰囲気に満ちていたという。一方で、スイング時代の白人スターであるハリー・ジェイムスやアーティ・ショウ、バディ・リッチなどは黒人ミュージシャンたちが繰り出す新しいスタイルを吸収するためによくセントラル・アベニューにたむろしていた[33]。

## 出身・関連著名人

### 出身者
- リチャード・ニクソン（政治家〈米国大統領〉） - 1913年、ロスのダウンタウン南東郊外ヨーバ・リンダ生まれ。ロス市内ブレントウッド（英語版）居住[34]。
- リチャード・ヒルトン（実業家） - 1955年、ロス生まれ。近郊ビバリーヒルズからロス市内のベル・エア（英語版）、ブレントウッド、マリブまで家がある。娘にヒルトン姉妹。
- ジョン・ウェイン（俳優） - 1907生。1911年の4歳時から、ロス近郊グレンデール居住。
- キャロル・ロンバード（女優） - 1914年の6歳頃からロスに居住。クラーク・ゲーブル（俳優）の3人目の妻だったが、1942年1月に飛行機墜落事故で死去。
- ヴァージニア・グレイ（女優） - 生涯で100本以上の映画に出演。上記ロンバード亡き後のゲーブルとつかず離れずの交際関係にあった。1917年、ロス市内エデンデール（en, イーデンデール）生まれ。2004年、ロス市内バレーのウッドランド・ヒルズ（en）で死去。
- マリリン・モンロー（女優） - 1926年、ロス生まれ。1962年、ロス市内ブレントウッドの自宅で死去[35]。
- エリザベス・テイラー（女優） - 1932年、ロンドン生まれ。第二次大戦の戦火を避けるため1939年、ロスに移住。1982年から亡くなる2011年の間、ベルエア居住[36][37]。
- ロバート・レッドフォード（俳優） - 1936年、近郊サンタモニカ生まれ。
- ダスティン・ホフマン（俳優） - 1937年、ロス生まれ。
- キャリー・フィッシャー（女優） - 映画「スター・ウォーズ」シリーズのレイア・オーガナ役。1956年、近郊バーバンク生まれ、ビバリーヒルズ育ち。2016年、ロスで死去。死去翌日に母親デビー・レイノルズ（歌手、女優）もロスで死去。
- ケビン・コスナー（俳優） - 近郊リンウッド生まれ[38]。
- ジョディ・フォスター（女優） - ロスのフランス人学校リセ・フランセに小学校から高校まで在籍。上記レイア姫役をオーディションでフィッシャーと最後まで争ったとされている。
- ジェニファー・アニストン（女優） - 1969年、ロス市内バレーのシャーマン・オークス（en）生まれ。ベルエア居住[39]。
- レオナルド・ディカプリオ（俳優） - 1974年、ロス生まれ。若年期をイースト・ロサンゼルスのほか、ハリウッド地区の決して豊かとはいえない慎ましい家で生まれ育った。大成後は、マドンナ（歌手）から購入したハリウッド・ヒルス (Hollywood Hills) やマリブなどロス市内外から、ベリーズの小島ブラックドア・ケイ (Blackadore Caye) まで所有[40]。
- クリステン・スチュワート（女優）
- エミリー・オスメント（女優、歌手）
- ハーレイ・ジョエル・オスメント（俳優）
- カーペンターズ（兄妹のミュージックグループ） - 近郊ダウニー育ち。
- アイス・キューブ（ラッパー）
- ハーブ・アルパート（トランペット奏者）
- カマシ・ワシントン（サックス奏者）
- ドクター・ドレー（ミュージシャン） - 近郊コンプトン生まれ。
- アダム・レヴィーン（ミュージシャン）
- フローレンス・グリフィス＝ジョイナー（陸上女子短距離選手） - 1959年、ロス生まれ。1998年、ロス郊外ミッション・ヴィエホの自宅で急死。2023年現在、100・200m世界記録保持者。
- カワイ・レナード（プロバスケットボール選手） - 近郊リバーサイド生まれ。
- マルコム・スミス（プロフットボール選手）
- ティーブ・釜萢（ミュージシャン）
- ジャニー喜多川（芸能プロモーター、ジャニーズ事務所社長）
- メリー喜多川（芸能プロモーター、ジャニーズ事務所名誉会長）
- 西田ひかる（歌手、タレント） - 生後10ヶ月の1973年から13歳の1985年頃までロス近郊パサデナ界隈に居住。
- ケイン・コスギ（俳優）
- 山野愛子ジェーン（実業家、美容師）
- 村瀬歩（声優）
- 下川正將（プロカバディ選手）

### 居住その他ゆかりある人物
- ハワード・ヒューズ（実業家、映画制作者、飛行家）
- アーマンド・ハマー（実業家、オキシデンタル・ペトロリアム会長）
- ロナルド・レーガン（政治家〈米国大統領〉、俳優） - 2004年、ロス市内ベル・エア（英語版） の自宅で死去[41]。
- リー・アイアコッカ（実業家、フォード社長・クライスラー会長） - 2019年、ベル・エアの自宅で死去。
- フランク・E・ロイ（企業法務弁護士、米国務次官、官僚） - ドイツ生まれ。1933年の10歳時にロスに移住。民主党系の息の長い官僚・外交官。
- スティーブン・ムニューシン（77代米財務長官〈第1次トランプ政権〉） - ベルエア居住[42]。
- バーバラ・ハットン（ソーシャライト） - 1979年、近郊ビバリーヒルズで死去。
- ザ・ザ・ガボール（女優、ソーシャライト） - 姉妹はマグダ・ガボール（英語版）とエヴァ・ガボール。2016年、ロスで死去。
- ドーリー・ウィルソン（俳優、歌手） - 1886年生。映画「カサブランカ」の黒人ピアニスト役。1953年、ロスの自宅で死去。
- チャールズ・チャップリン（喜劇俳優、映画制作者） - 1889年、ロンドン生まれ。1913年12月、ロス市内エデンデール（en, イーデンデール）のキーストン・スタジオと契約し居住。1919年、郊外ビバリーヒルズでダグラス・フェアバンクスとメアリー・ピックフォード夫妻、D・W・グリフィスらとユナイテッド・アーティスツを共同設立した。
- アルフレッド・ヒッチコック（イギリスの映画監督） - 1899年生。ベルエア居住[43]。
- フレッド・アステア（俳優、ダンサー） - 1899年生。1987年、ロスで死去。
- ゲイリー・クーパー（俳優） - 1924年秋、23歳のときに弁護士である父親の仕事の関係でロスへ移住。
- ロバート・テイラー（俳優） – 1911年生。ロス市内ブレントウッド（英語版）居住[44]。
- グレゴリー・ペック（俳優） - 2003年、ロスの自宅で死去。
- ジョーン・フォンテイン（女優）- 1917年東京生まれ。1919年、姉オリビア・デ・ハビランド（女優）と東京からサンフランシスコ郊外サラトガに移住。のちブレントウッド居住[45]。
- マーシャ・ハント (女優) - 1917年生。2022年、ロスの自宅で死去。
- リチャード・クワイン（映画・テレビ映画監督） - 1920年生。テレビ映画「刑事コロンボ」監督など。1989年、ロスで自死。
- チャールズ・ブロンソン（俳優） - 1921年生。1950年ごろからロス（ハリウッド）で裏方生活をしながらデビュー。2003年、ロスで死去。
- スティーブ・マックイーン（俳優） - 1930年生。1955年ごろからロス（ハリウッド）で裏方生活をしながらデビュー。
- クリント・イーストウッド（俳優、映画監督） - 1930年生。ベルエア居住[46][47]。
- ジェームズ・ディーン（俳優） - 1931年生。1937年の6歳時から3年ほど、ロス近郊サンタモニカ居住。
- ジュリー・アンドリュース（イギリスの女優、歌手） - 1935年生。ブレントウッドなどに居住[48]。
- クラレンス・ウィリアムズ3世（俳優） - テレビドラマ「モッズ特捜隊」でのアフロヘアースタイルの隊員役で知られている。2021年、ロスで死去。
- ジョージ・ハリスン（イギリスのミュージシャン、「ビートルズ」） - 2001年、ロスの自宅で死去。
- ハリソン・フォード（俳優） - ロス（ハリウッド）で裏方生活をしながらデビュー。
- ソンドラ・ロック（女優、映画監督） -  1944年生。クリント・イーストウッドの元妻。2018年、居住していたベルエアで死去[49]
- オリバー・ストーン（映画監督） - 1946年生。ブレントウッド居住[50]。
- シルヴェスター・スタローン（俳優） - ロス（ハリウッド）で裏方生活をしながらデビュー。
- アーノルド・シュワルツェネッガー（政治家〈カリフォルニア州知事〉、俳優） - ベルエア居住[51][52]。
- O・J・シンプソン（アメフト選手、俳優） - 1947年、サンフランシスコ生。ブレントウッド居住。同地で「O・J・シンプソン事件」[53]。
- バーブラ・ストライサンド（歌手、女優） - 近郊マリブに居住[注 3]。
- イーグルス（ロックバンド） - 1971年、ロスで結成。
- ビリー・ジョエル（ミュージシャン） - デビューしてまもない1970年代初頭、NYからロスに移住。直後からヒットに恵まれた。
- マイケル・ジャクソン（ミュージシャン） - 2009年、ロスの自宅で死去。
- ジョニー・デップ（俳優） - 1963年生。1996年、ロス近郊ウェストハリウッドに居住[54]。
- クリスチャン・ベール（俳優） - 若年期に居住。
- ビヨンセ（シンガーソングライター、女優） - 1981年生。ベルエア居住[55]。
- ミランダ・カー（オーストラリアのファッションモデル） - 1983年生。2010年代初めに豪州からロスに移住。マリブなどに居住[56]。
- デビッド・ベッカム（イギリスのプロサッカー選手）
- コービー・ブライアント（プロバスケットボール選手）
- 早川雪洲（俳優、映画監督） - 1886年生。ロスのリトル・トーキョーにある日本人劇団で俳優になった。
- 西竹一（日本の軍人） - 1902年生。米国の排日気運のさなか、1932ロス五輪馬術障害個人優勝。C・イーストウッド映画「硫黄島からの手紙」で描かれたように、上記D・フェアバンクスとM・ピックフォード夫妻らと太平洋を往き来した。ロス名誉市民。
- ショー・コスギ（俳優）
- 千葉真一（俳優） - 1992年の米映画「エイセス/大空の誓い」出演を機に拠点をロスに移して、米国でも俳優活動をした。
- 三浦和義（実業家、タレント） - 1981年の「ロス疑惑」で過熱報道化。2008年、ロス市警に逮捕され自死。
- 櫻田慧（実業家、モスフードサービス創業者） - ロスで知ったトミーズ（w:Original Tommy's）のハンバーガーを日本人向けにアレンジし、1972年に事業化。）
- 西尾昭彦（国際公務員、世界銀行副総裁）
- 氷室京介（ミュージシャン）
- 小室哲哉（ミュージシャン） - 1998年ごろから、近郊マリブに居住していた。
- YOSHIKI（ミュージシャン）
- シェーン・ガラース（ミュージシャン、ドラマー）
- マサ小浜（ミュージシャン、ギタリスト）
- 青山テルマ（シンガーソングライター） - 1999年から3年弱、ロスに居住。
- 村山晋一郎（音楽プロデューサー）
- 野茂英雄（プロ野球選手）
- 石井一久（プロ野球選手）
- 中村紀洋（プロ野球選手）
- 黒田博樹（プロ野球選手）
- 前田健太（プロ野球選手）
- 大谷翔平（プロ野球選手）
- 朴賛浩（プロ野球選手）

## 姉妹都市・提携都市

### 姉妹都市
ロサンゼルスは25の姉妹都市を有している。ここでは、姉妹都市になった年代順に並べる。全米国際姉妹都市協会（Sister Cities International）加盟都市。
- 名古屋市（日本 中部地方 愛知県 1959年3月31日）
- エイラート（イスラエル 南部地区 1959年6月18日）
- サルヴァドール（ブラジル バイーア州 1962年4月26日）
- ボルドー（フランス ヌーヴェル＝アキテーヌ地域圏 ジロンド県 1964年5月26日）
- ベルリン（ドイツ 都市州 1967年6月27日）
- ルサカ（ザンビア ルサカ州 1968年5月7日）
- メキシコシティ（メキシコ メキシコ連邦区 1969年12月11日）
- オークランド（ニュージーランド オークランド地方 1971年）
- 釜山広域市（韓国 広域市 1971年4月5日）
- ムンバイ（インド マハーラーシュトラ州 1972年6月1日）
- テヘラン（イラン テヘラン州 1972年5月26日）
- 台北市（台湾 直轄市 1979年5月18日）
- 広州市（中国 広東省 1981年12月6日）
- アテネ（ギリシャ アッティカ地方 中央アテネ県 1984年2月10日）
- バンクーバー（カナダ ブリティッシュコロンビア州 1986年6月23日）
- ギーザ（エジプト ギーザ県 1989年11月21日）
- サンクトペテルブルク（ロシア レニングラード州 1989年12月8日）
- ジャカルタ（インドネシア 首都特別州 1990年12月28日）
- カウナス（リトアニア アウクシュタイティヤ地方 1991年6月20日）
- マカティ（フィリピン マニラ首都圏 1992年1月28日）
- スプリト（クロアチア ダルマチア地方 1993年6月9日）
- サンサルバドル（エルサルバドル サン・サルバドル県 2005年1月26日）
- ベイルート（レバノン ベイルート県 2006年6月20日）
- イスキア（イタリア カンパニア州 ナポリ県 2006年11月8日）
- エレバン（アルメニア 首都地方 2007年2月23日）

### 提携都市
2007年に当時のビヤライゴーサ市長はイスラエルのテルアビブとの文化交流提携を正式に認めた。
- ロンドン（イギリス イングランド ロンドン地方 グレーター・ロンドン）
- ウッチ（ポーランド ウッチ県）
- マンチェスター（イギリス イングランド ノース・ウェスト・イングランド地方 グレーター・マンチェスター）
- テルアビブ（イスラエル テルアビブ地区）
- メルボルン（オーストラリア ビクトリア州）